# Schwäbischer Reichskreis

Schwäbischer Reichskreis (rot gefärbt)

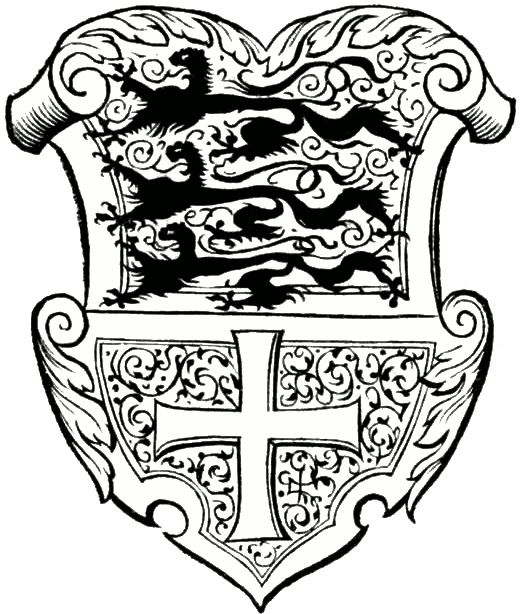
Wappen des Schwäbischen Reichskreises, 1563 und 1737

Der Schwäbische Reichskreis (auch Schwäbischer Kreis) war einer der zehn Reichskreise, in die unter Kaiser Maximilian I. 1500 bzw. 1512 das Heilige Römische Reich eingeteilt wurde.
Anfangs stand der Schwäbische Reichskreis noch in Konkurrenz zum Schwäbischen Bund, da sich die Mitgliedschaften in beiden Organisationen teilweise deckten, durch die Auswirkungen der Reformation zerbrach letzterer jedoch und löste sich in den 1530er Jahren auf. Nach dem Westfälischen Frieden standen zwei Drittel des Kreisgebietes im Besitz katholischer Reichsstände. In der Bevölkerung überwog der katholische Anteil mit 55,1 %, von den 94 Reichsständen galten neben den vier „mixtierten“ Städte (Augsburg, Dinkelsbühl, Biberach und Ravensburg) nur 19, also 20,2 %, als Augsburgische Konfessionsverwandte. 1801 betrug die Fläche des Kreises 34.314 km². Seit 1694 unterhielt der Schwäbische Reichskreis als einziger Reichskreis ein stehendes Heer.
Der Schwäbische Reichskreis bestand faktisch bis zur Auflösung des Heiligen Römischen Reiches Deutscher Nation 1806, danach noch rechtlich als Träger der bestehenden finanziellen Verbindlichkeiten. 1809 wurde er rückwirkend zum 30. April 1808 aufgelöst.

## Politische Stellung des Kreises

### Allgemein
Das politische Gewicht des Kreises war in den dreihundert Jahren seines Bestehens unterschiedlich und abhängig von den jeweiligen Verhältnissen. Trotz ihrer Vielfalt gelang es den Mitgliedern des Schwäbischen Kreises immer wieder, einen Konsens zu finden und als Kreis eine wichtige Rolle in der Politik innerhalb des Reiches zu führen. Der württembergische Direktorialgesandte Johann Georg Kulpis beschrieb diese Verhältnisse im Kreis 1696: „… der Schwäbische Crayß, so unter allen übrigen der weitläufigste, der Situation nach der gefährlichste, und welcher ratione suae constructionis fast allen Difficultäten, die man sonst bey dem Reich, als wann es die Ursach wäre, daß keine rechte Consilia communia geführet würden, praetendieret wird. Das Stimmenverhältnis, a posteriori unterworfen ist, indeme die darin gehörige nicht allein ratione Religionis in partes gehen, sondern auch ratione membrorum, da Geist- und Weltliche Fürsten, Praelaten, Grafen und Stätte concurrieren, mithin politischer weiße davon reden, ihren Privat Convenientien nach in unterschiedliche Interesse und Absehen zertheilet sind, und nichtsdestoweniger, weilen man ratione securitatis gleichsam in einem gemeinsamen Interesse bestehet, hat alles dies nicht gehindert, wird auch durch Gottes Gnade ferner nicht hindern, daß man nicht secundum Leges fundamentale deßfalls communicirte Consilia pro sua conservatione geführet hat und weiter führen werde, besonders da man bißhero sich dabey so wohl befunden, daß auch ohne diese gefaste Resolution schon längstens und von der Zeit an, da man sich vor anderer Hülfe destituirt gesehen, in den feindlichen gewalt, mithin in seinen völligen Ruin geraten wäre.“

### Im Reich, Kreisassoziationen
Unter den zehn Reichskreisen entwickelte sich der Schwäbische Reichskreis zu einem der aktivsten. Vor allem seine Lage an der Grenze des Reiches im Westen und sein stehendes Heer bestimmten seine Bedeutung innerhalb des Reiches nach 1648.
Ab 1530 trafen sich Deputierte einzelner oder aller Reichskreise immer wieder, um gemeinsame Interessen abzugleichen oder gemeinsames Vorgehen zu vereinbaren. In der Reichsexekutionsordnung von 1555 war u. a. ausdrücklich festgelegt, dass einzelne Kreise bei einem schweren Landfriedensbruch unter Leitung des Erzkanzlers zusammenarbeiten sollten.
Der Pfälzische Erbfolgekrieg führte zunächst 1691 zur Assoziation mit dem Fränkischen Reichskreis, die 1692 auf die Dauer des Kriegs verlängert wurde. 1697/98 kam es dann in Frankfurt mit der Frankfurter Assoziation zum Zusammenschluss der sechs süd- und westdeutschen Kreise („Vordere Kreise“: Oberrheinischer Reichskreis, Kurrheinischer Reichskreis, Fränkischer Reichskreis, Österreichischer Reichskreis, Bayerischer Reichskreis und Schwäbischer Reichskreis). Die Assoziation wurde während des Spanischen Erbfolgekrieges erneuert und regelte danach die Besetzung der Reichsfestungen Kehl (siehe unten) und Philippsburg.

### In Europa
Während der Schwedischen Vorherrschaft im Dreißigjährigen Krieg beteiligten sich die evangelischen Stände des Kreises am Heilbronner Bund. Als Generalstatthalter mit Militärgewalt und Verantwortung für die öffentliche Sicherheit wurde
Georg Friedrich von Hohenlohe durch den schwedischen Kanzler Axel Oxenstierna eingesetzt.
Durch die Annexionspolitik Frankreichs unter Ludwig XIV. war der Schwäbische Reichskreis dessen direkter Nachbar geworden. Auseinandersetzungen zwischen Frankreich und dem Kaiser oder dem Reich hatten also immer unmittelbare Auswirkungen auf den Kreis einerseits und seine beiden großen weltlichen Territorien Württemberg und Baden andererseits. Beide Seiten waren daran interessiert, „den schwäbischen Raum möglichst vor der anderen präventiv in die Hand zu bekommen oder wenigstens zu neutralisieren“. Dies galt besonders, wenn Bayern und Frankreich verbündet waren und Schwaben die Verbindung zwischen Elsass und Bayern war. Der Kreis als Ganzes sah sich bis zu seinem Ende immer als Bestandteil des Reiches und betrieb keine eigene europäische Politik. Überwog bei den beiden genannten Territorien bis in das 18. Jahrhundert hinein noch deren Bindung an das Reich, bestand doch zunehmend eine Tendenz, sich durch Neutralität zu schützen. Nach dem Zerfall des Reiches zu Beginn des 19. Jahrhunderts mündete dies in ihren Beitritt zum Rheinbund.

## Struktur

### Ausdehnung
Das Territorium des Schwäbischen Kreises stellte keine geschlossene Fläche dar, wie man es von den meisten modernen Gebietskörperschaften kennt (siehe Karte am Anfang des Artikels). Das Gebiet war durch zahlreiche Exklaven und Enklaven gekennzeichnet.
Im Westen reichten die Kreisgebiete in etwa bis zum Schwarzwald, manche reichten darüber hinaus, bis etwa an den Oberrhein. Viele Territorien im Elsass – obschon historisch eng mit dem „Lande Schwaben“ verbunden – waren von Maximilian I. zum Oberrheinischen Kreis geschlagen worden, da dieser Kreis die Sicherung der Westgrenze des Reiches übernehmen sollte. Die westlichsten Gebiete waren die badischen Territorien bei Basel. Im Osten reichten die Kreisgebiete ungefähr bis zur Lechlinie. Die östlichsten Territorien waren die von Hochstift Augsburg und Reichsstadt Augsburg, die gleichsam ein Bollwerk gegen den bairischen Reichskreis darstellten. Im Süden reichten die Kreisgebiete teils bis an den Hochrhein und den Bodensee. Südlich davon begannen die Gebiete der Schweiz, die im Früh- und Hochmittelalter noch Teil Schwabens bzw. Alemanniens waren, nun jedoch kreisfrei blieben. Die südlichsten Gebiete des Schwäbischen Kreises lagen in Vorarlberg und Liechtenstein, letzteres stellte das südlichste Kreisterritorium dar. Im Norden reichten die Kreisgebiete über die frühere Grenze des schwäbischen Herzogtums hinaus, weit in früher fränkisches Gebiet hinein. Die Nordgrenze wurde grob gesagt durch eine Linie Karlsruhe – Heilbronn – Schwäbisch Hall – Dinkelsbühl gebildet. Das nördlichste Gebiet des Kreises war das württembergische Oberamt Möckmühl.
Große zusammenhängende Gebiete bestanden insbesondere im Nordwesten (Altwürttemberg im Neckarbecken und auf der mittleren Alb, Altbaden am Oberrhein um Karlsruhe und Baden-Baden) sowie im Südosten (Territorien im Allgäu). Dazwischen, von den Regionen im Hegau und am oberen Neckar über die Gegenden an Bodensee und Donau bis hin in den Nordosten gab es größere Enklaven von nicht kreisständischen Gebieten (meist österreichische Gebiete, Gebiete der Reichsritterschaft, Gebiete des bairischen und des fränkischen Reichskreises). Die bedeutendsten Exklaven hingegen lagen im Breisgau, in Vorarlberg und in Liechtenstein. Wie ein verbindendes Scharnier zwischen den großen geschlossenen Flächen im Nordwesten und Südosten sowie den eher zersplitterten Gebieten im Donauraum lag das umfangreiche Gebiet der Reichsstadt Ulm.

### Bänke
Analog zum Reichstag bildeten die fünf Reichsstände jeweils eine Bank:
- Geistliche Fürsten
- Prälaten
- Weltliche Fürsten
- Grafen und Herren
- Reichsstädte

### Bevölkerung
Um das Jahr 1700 lebten im Gebiet der ständischen Gruppen des Schwäbischen Reichskreises circa 1.323.000 Einwohner. Davon entfielen auf das Herzogtum Württemberg etwa 320.000 Einwohner und auf die 31 Reichsstädte zusammen rund 247.650 Einwohner.
Um das Jahr 1800 lebten im Schwäbischen Reichskreis rund 2.200.000 Untertanen. Davon gehörten etwa 1.200.000 Einwohner der römisch-katholischen Kirche an. Die Bevölkerungszahl im rein evangelischen Herzogtum Württemberg umfasste 660.000 Einwohner. Bei einer Fläche des Schwäbischen Reichskreises von 34.314 km² lag die Bevölkerungsdichte am Ende des 18. Jahrhunderts bei etwa 64 Einwohnern pro km².

### Kreisviertel
Eine interne Aufteilung des Kreisgebietes in Viertel zur besseren Durchführung polizeilicher Aufgaben vor Ort erfolgte bereits 1559 in Anlehnung an den früheren Schwäbischen Bund und wurde durch die „Kreisexekutionsordnung“ von 1563 festgeschrieben. Ab 1720 tagten auch sogenannte Partikularkreistage, die von den Viertelsdirektoren (Württemberg, Baden, Hochstift Konstanz (Oberes Viertel) und Stift Augsburg) einberufen wurden.

### Kartenwerke

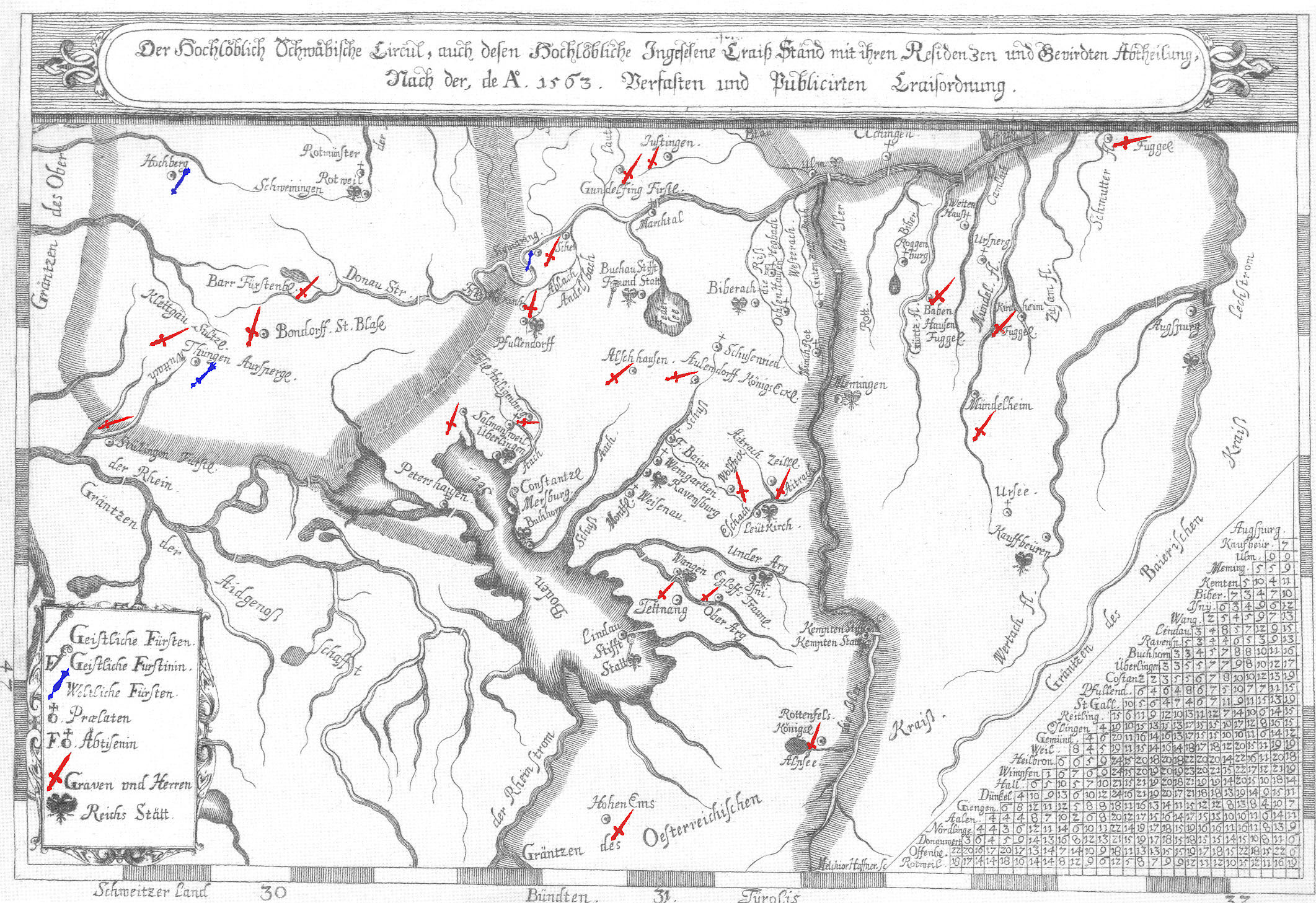
Karte des südlichen Teils des Schwäbischen Reichskreises 1563
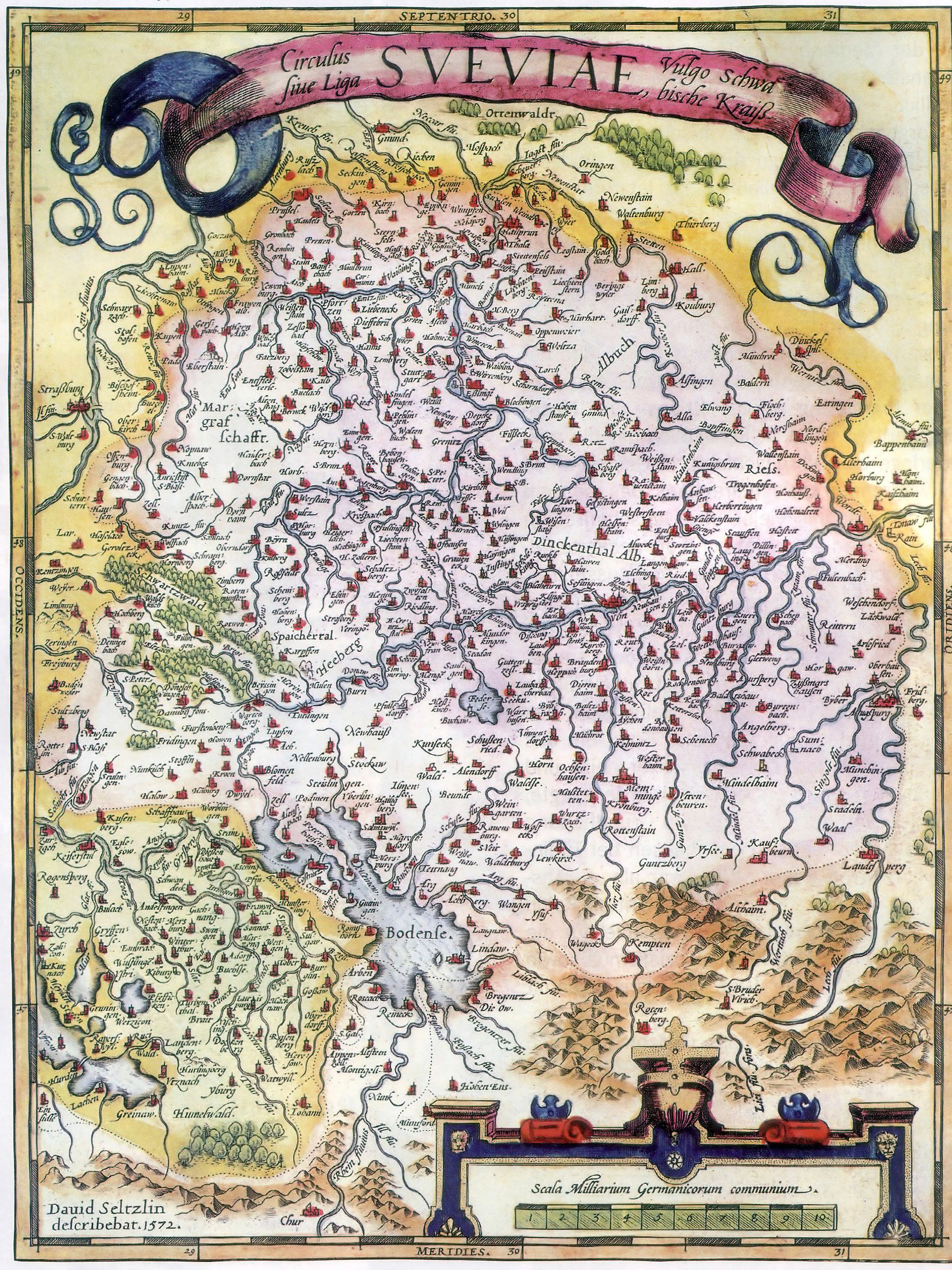
Historische Karte von 1572 (Seltzlin)
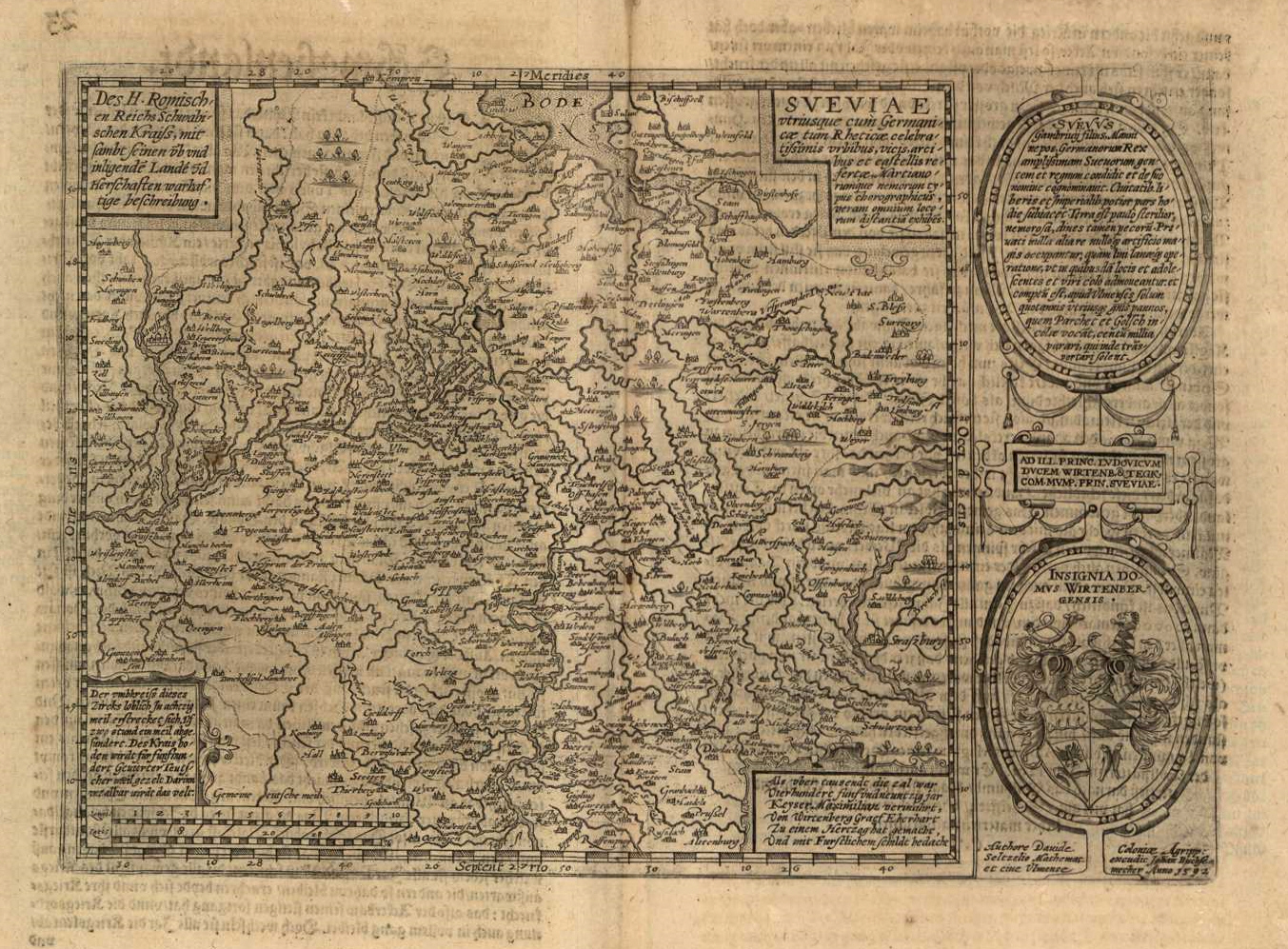
Historische Karte von 1600
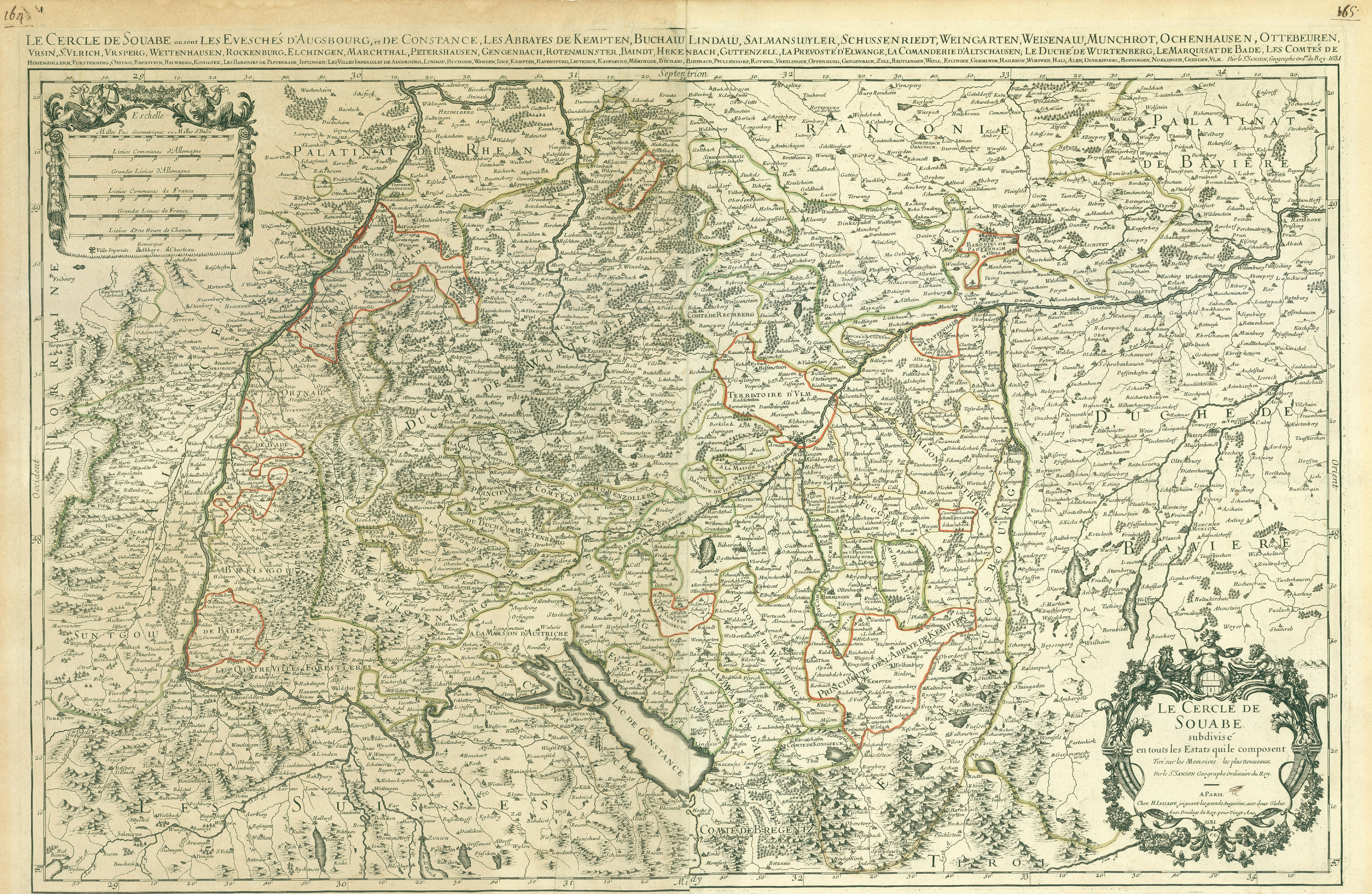
Schwäbischer Reichskreis um 1680
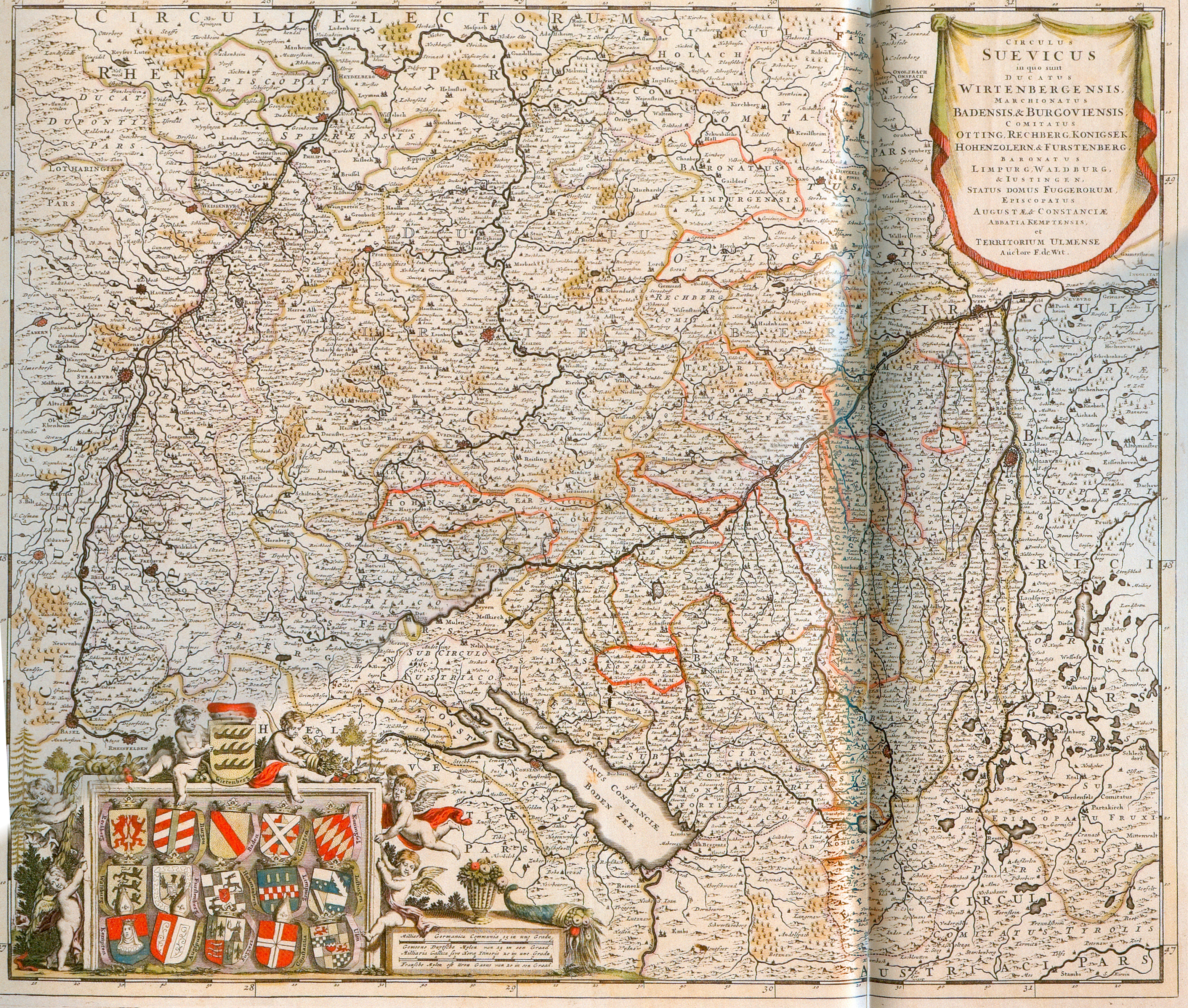
Historische Karte Ende 17. Jahrhundert
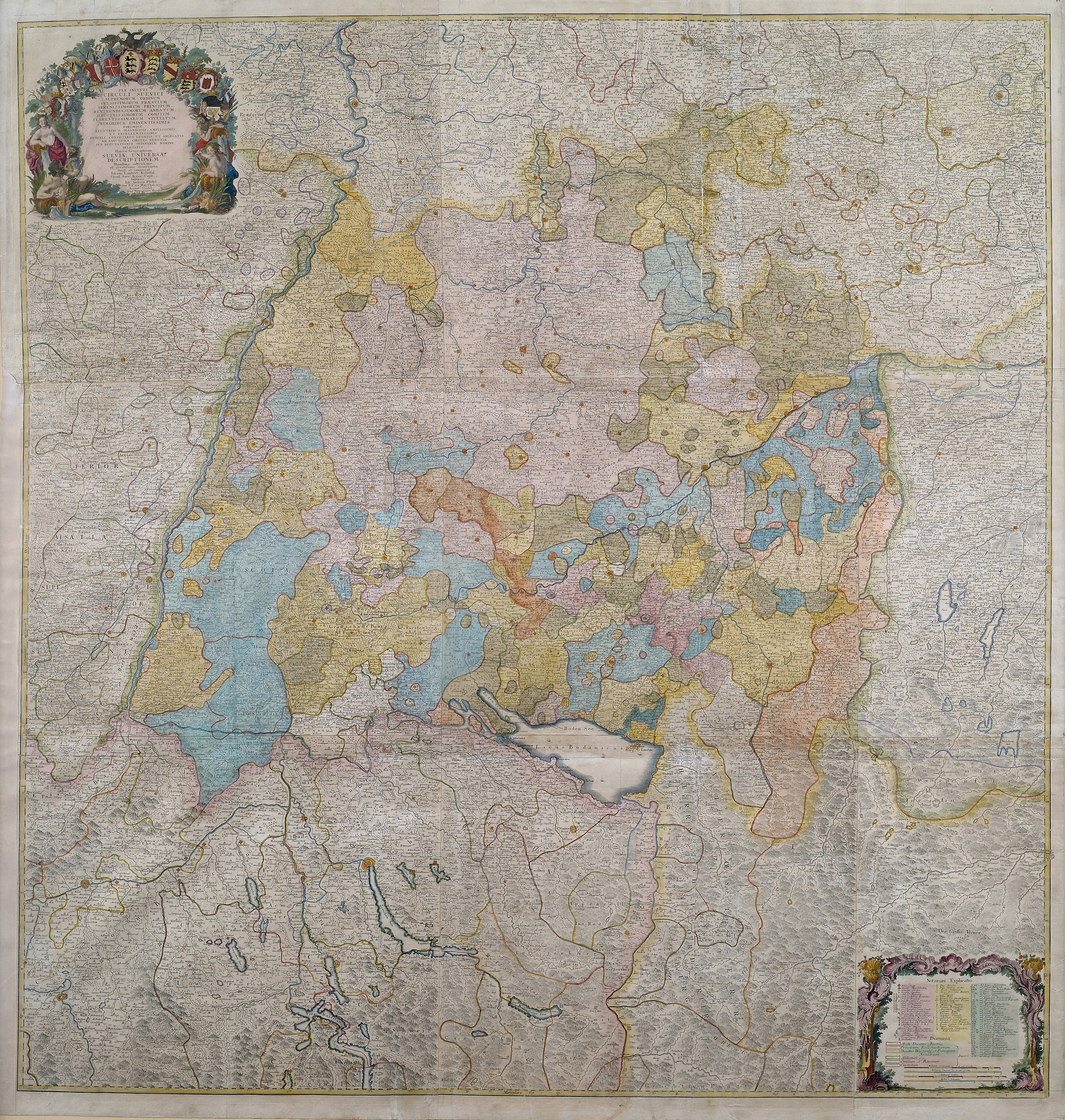
Historische Karte um 1750
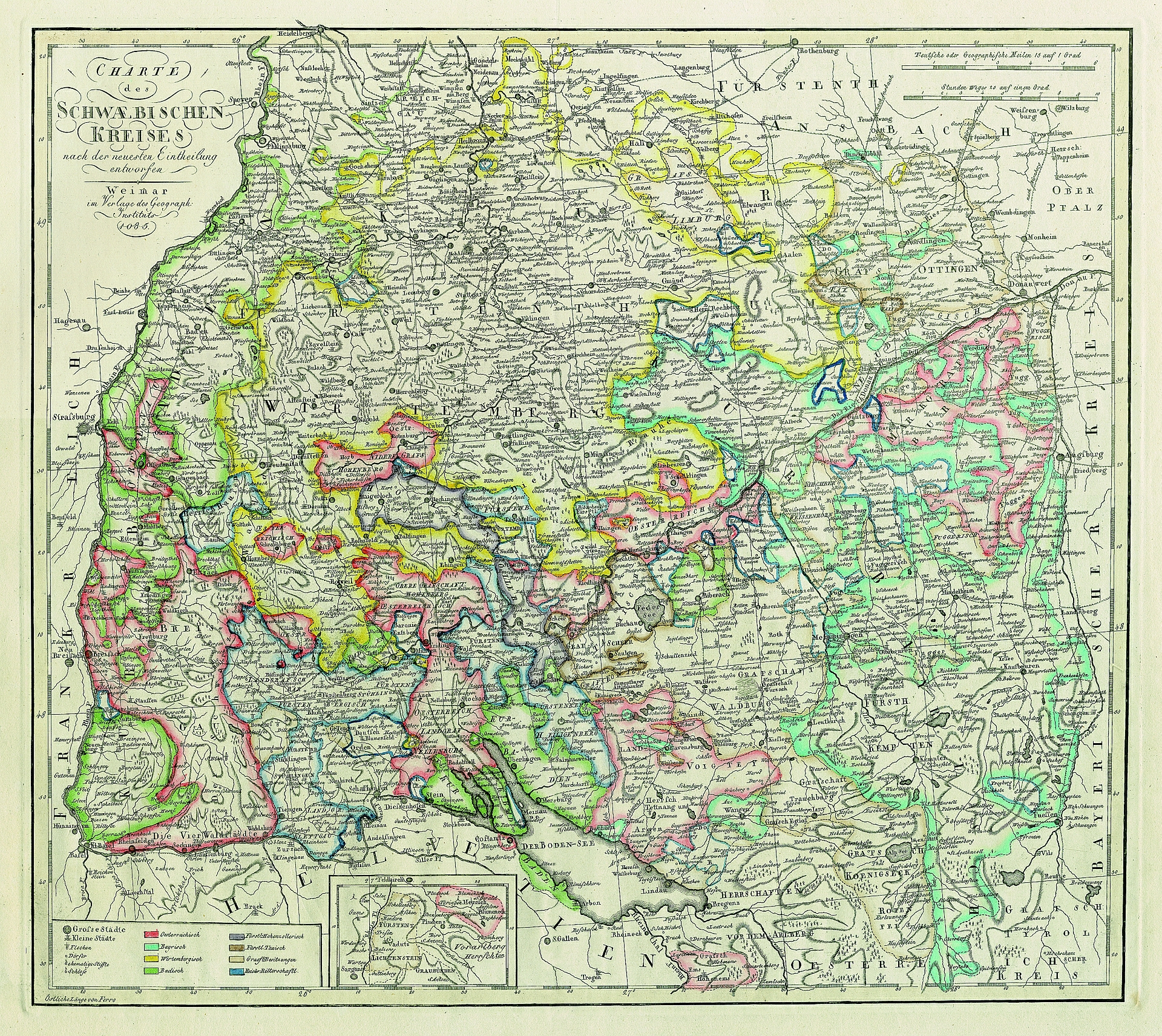
Historische Karte von 1805
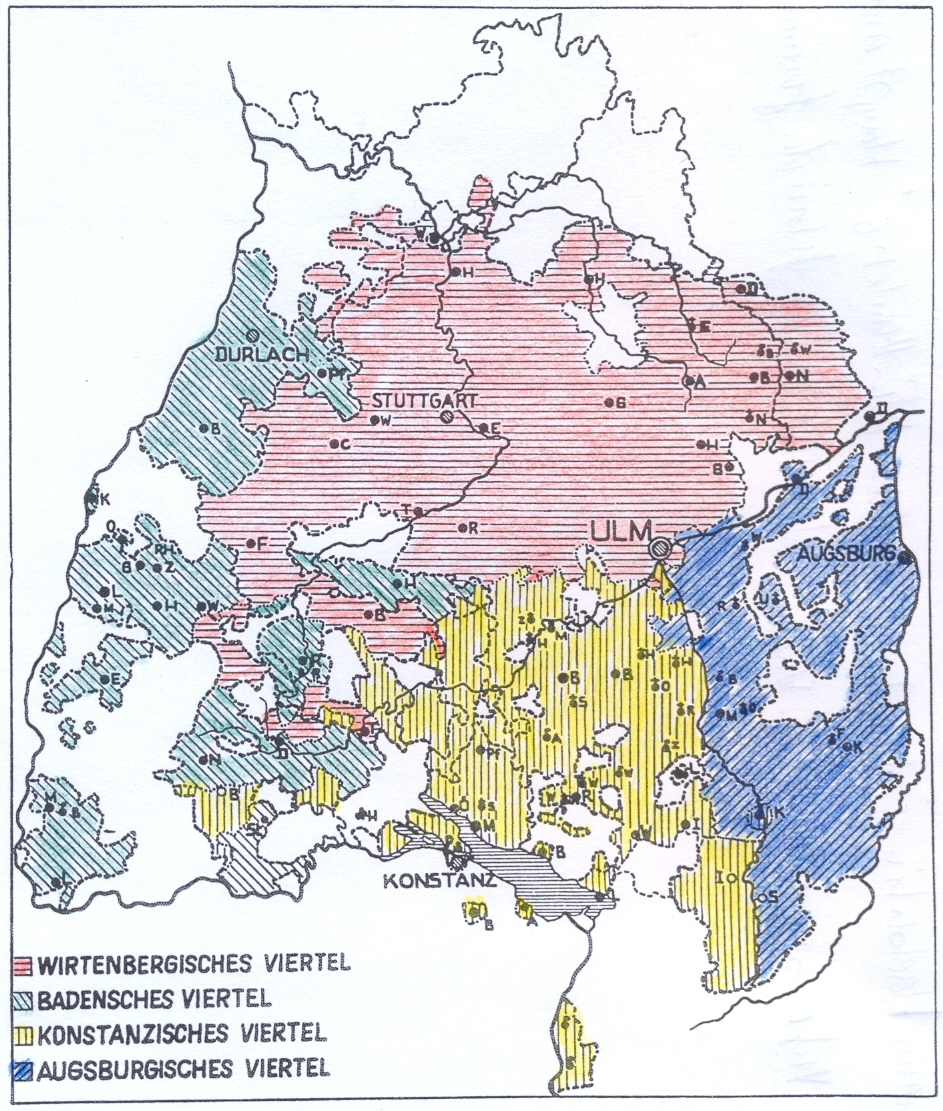
Die Viertel des Schwäbischen Reichskreises

### Nachbargebiete
Aus der engen territorialen Verzahnung von Gebieten des Schwäbischen Kreises, des Österreichischen Kreises und von kreisfreien Gebieten (vor allem Reichsritterschaft) ergaben sich beinahe zwangsläufig regelmäßige Auseinandersetzungen. Besonders im ersten Quartal des 18. Jahrhunderts versuchte Habsburg unter Karl VI. seine schwäbischen Territorien und seinen Einfluss in Südwestdeutschland zu Lasten des Kreises auszudehnen.
Die innerhalb des Territoriums des Kreises liegenden reichsunmittelbaren Ritterschaften des Schwäbischen Ritterkreises fühlten sich nicht zum Kreis gehörig, sondern direkt dem Kaiser untertan. Bemühungen des Kreises um ihre Eingliederung hatten keinen Erfolg. Dies führte häufig zu Schwierigkeiten auf dem Gebiet der inneren Sicherheit, gelegentlich kann es dabei aber auch zu Kooperationen. Von den Aktivitäten des Kreise auf dem Gebiet des Münzwesens und der Zölle waren die Reichsritter natürlich betroffen, ohne dass sie darauf Einfluss nehmen konnten. Der Kreis teilte seine diesbezüglichen Beschlüsse den Reichsrittern mit der Aufforderung, sie zu beachten, mit.

## Territorien
Entscheidend für die Mitgliedschaft im Schwäbischen Kreis war die Kreisstandschaft eines bestimmten Territoriums (Territorialitätsprinzip), nicht die einer Person oder die eines Inhabers eines Territoriums (Personalitätsprinzip).
Typisch für den Schwäbischen Kreis war die sehr hohe Anzahl verschiedener Territorien und Inhaber. Der Schwäbische Kreis war „der vielherrigste Kreis im vielherrigen Deutschland“. Das Bild der Karte zeigt jedoch nicht die unterschiedlichsten Herrschaftsrechte, die mit einzelnen Orten und sogar Grundstücken in diesen Territorien verbunden waren. Nur der Fränkische Reichskreis war ähnlich vielfältig gegliedert.
Bei den weltlichen Herrschaften ergaben sich im Laufe der Zeit durch das Aussterben einzelner Geschlechter, Vererbungen und Hinzukommen neuer Standeserhebungen Veränderungen in der Inhaberschaft mancher Territorien. Dadurch konnten sogar „Ausländer“ Mitglied des Kreises werden, wie beispielsweise ab 1662 die Grafen von Abensperg und Traun durch Kauf der Herrschaft Eglofs, um 1700 der Kurfürst von Bayern als Eigentümer der Herrschaften Mindelheim und Wiesensteig oder die niederösterreichischen Grafen von Sinzendorf als Eigentümer der Herrschaft Tannhausen. In der Folge der Reformation wurden einige Klöster (z. B. Herrenalb, Königsbronn, Maulbronn) aufgelöst und fielen somit als Stände weg.
Die Schweizer Territorien (Hochstift Chur, Fürstabtei St. Gallen, Abteien Beckenried, Disentis, Einsiedeln, Kreuzlingen, Pfäfers, Schaffhausen, Stein am Rhein, St. Johann im Turital, Grafen von Brandis sowie die Städte Schaffhausen, Stein am Rhein, St. Gallen) wandten sich immer mehr der Eidgenossenschaft zu und beteiligten sich nicht an den Aufgaben des Kreises. Da sie trotzdem weiterhin in den Matrikellisten geführt wurden und der Schwäbische Reichskreis deshalb deren Anschläge weiter aufbringen musste, bemühte er sich um ihre Streichung (Kreistag 1544 in Ulm). In späteren Listen wurden sie nicht mehr geführt.

## Die wirtschaftlich bedeutendsten Mitglieder und Bänke
Die Kreismatrikularverhältnisse von 1795 geben Aufschluss über die krasse Unterschiedlichkeit der Inhaber der Territorien hinsichtlich ihrer wirtschaftlichen Bedeutung. In der Kreismatrikel wurde bestimmt, welchen jährlichen Beitrag ein Inhaber in die Kreiskasse einzuzahlen hatte.
Der mit sehr großem Abstand wichtigste Beitragszahler war das Herzogtum Württemberg mit 1407 Gulden (1400 Gulden für Württemberg an sich, 7 Gulden für das Territorium Justingen). Zwischen 200 und 452 Gulden zahlten vier Staatswesen: die Markgrafschaft Baden (452; 302 für Baden-Durlach, 150 für Baden-Baden), die Reichsstadt Ulm (370), das Hochstift Augsburg (300) und die Reichsstadt Augsburg (200). Es folgten neun Mitglieder, die jeweils mindestens 100 Gulden einzahlten: die Reichsstädte Hall (180), Gmünd (176) und Rottweil (158), die Abteien Kempten (130) und Weingarten (118), die Familie Thurn und Taxis (116), die Reichsstädte Heilbronn (104) und Nördlingen (100) sowie die Abtei Ochsenhausen (100).
Alle anderen Mitglieder zahlten weniger als 100 Gulden ein. Die niedrigsten Beiträge leisteten 1795 die Abteien Baindt (4), Söflingen (5) und Isny (5).
Hinsichtlich der fünf Kreisbänke stellten die Weltlichen Fürsten (2335 Gulden, davon Württemberg 1400) und die Reichsstädte (2247) die beiden mit Abstand bedeutendsten Gruppen dar. Die übrigen drei Bänke zahlten ebenfalls einen etwa gleichen Gesamtbeitrag: Grafen und Herren (744), Prälaten (740) und Geistliche Fürsten (625).
Hinsichtlich der Reichsstädte ist auffällig der massive Unterschied zwischen der hohen wirtschaftlichen Leistungskraft einerseits und der geringen politischen Bedeutung andererseits.

## Organe des Kreises
Trotz seiner Zusammensetzung aus vielen einzelnen Landesherrschaften war der Schwäbische Reichskreis einer der bestorganisierten und der bestfunktionierende von allen Reichskreisen. Dies schloss jedoch zeitweise erhebliche interne Differenzen nicht aus (siehe unten Kreisausschreibamt oder Finanzwesen), da die Stände des Kreises auf Grund ihrer politisch, wirtschaftlich und kulturell sehr unterschiedlichen Struktur bei aller Zusammenarbeit doch verschiedene Interessen hatten. Der Religionsfrieden von 1555 schrieb dazu noch die gleiche Wertigkeit der beiden Religionen vor. Nach dem Westfälischen Frieden bis zum Ende des Reiches achteten die Konfessionen – jeweils misstrauisch die andere beobachtend – sehr auf ihre Rechte.

### Kreistag
Der Kreistag war das Beschluss- und Beratungsgremium der Mitglieder des Reichskreises. Er wurde durch die Kreisauschreibenden Fürsten einberufen und trat unregelmäßig in einer Reichsstadt, im 18. Jahrhundert nur noch in Ulm zusammen. Der erste belegte Kreistag fand 1517 in Ulm statt, der letzte 1804 in Esslingen; insgesamt sind 140 Kreistage belegt.
Die Landesherren waren bei den Kreistagen selten persönlich anwesend, sie „bevollmächtigten einen oder mehrere ihrer meist juristisch ausgebildeten Räte oder Oberbeamte, Syndici, Stadtschreiber und dergleichen als Kreisgesandtschaft, die namentlich für kleinere Stände meist mehrere Stimmen führten.“ Der Kreistag war also wie der Reichstag ein Gesandtenkongress. Im Gegensatz zum Reichstag fehlte der kaiserliche Prinzipalkommissar, der Kaiser nahm aber das Recht in Anspruch, Kommissare als Gesandte an den Kreistag zu schicken. Er bevorzugte dabei Gesandte, die selbst Mitglied des Kreises waren.
Unabhängig von seiner reichsständischen Zugehörigkeit oder tatsächlichen Macht besaß jedes Mitglied eine Stimme im Kreistag, formal hatte also die Stimme des Herzogs von Württemberg das gleiche Gewicht wie die der Äbtissin von Baindt (mit 5,5 Quadratkilometern Fläche und 195 Einwohnern der kleinste Stand). Analog zum Reichstag bildeten die fünf Stände jeweils eine Bank (Weltliche Fürsten, Geistliche Fürsten, Prälaten, Grafen, Städte, letztere Bank wieder geteilt nach Konfession), welche die anstehenden Themen zunächst intern beriet. Die Kreisstände stimmten im Gegensatz zum Reichstag einzeln und nicht nach den fünf Bänken ab. Bei den Abstimmungen galt meistens das Mehrheitsprinzip (Majoritätsprinzip). Auf dem Gebiet des Steuerwesens (lat. materia collectarum) hatte der Westfälische Frieden jedoch keine Entscheidung über die Gültigkeit von Mehrheitsbeschlüssen getroffen. In der Praxis des Kreises bildete sich aber die schweigende Übereinkunft heraus, dass niemand dem anderen „in den Beutel votieren“ dürfe, ausgenommen bei Notfällen der Gemeinschaft oder „höchst notwendigen“ Ausgaben. Die mit der Wehrverfassung gekoppelten Ausgaben wurden aber in der Regel als notwendig betrachtet und mit Mehrheit beschlossen.
Die rechtlich wirksamen Entschließungen „des Kreistages erfolgten in Kreisschlüssen (lat. conclusa circuli) während und im Kreisabschied (lat. recessus circuli) am Ende der Tagung.“ Die Beschlüsse benötigten zur Gültigkeit weder die Ratifizierung durch den Kaiser wie beim Reichstag noch durch die Kreisstände. Der Kreissekretär diktierte sie in der Kreisdiktatur, die durch die Schreiber der Kreisgesandtschaften gebildet wurde. Da sie in der Regel nur die Kreisstände verpflichteten, reichte ihre Publikation über die Kreisdiktatur zur Rechtsgültigkeit aus. Insgesamt verhielt sich der Kreis mit Veröffentlichungen sehr restriktiv und untersagte sie zeitweise sogar ausdrücklich. Beschlüsse mit Anweisungen für die Bevölkerung wurden allerdings als „Mandate“ gedruckt und über die einzelnen Stände verteilt und veröffentlicht.

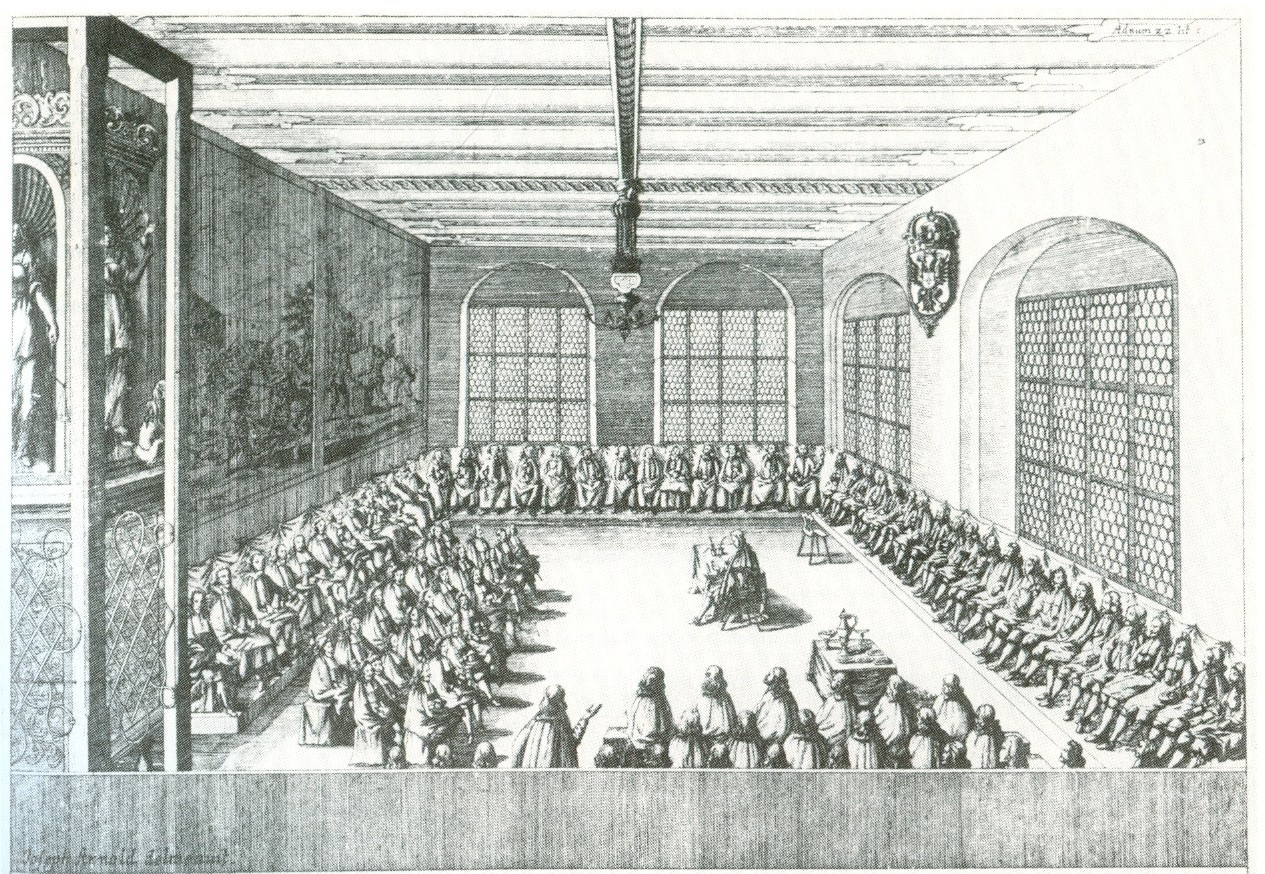
Schwäbischer Kreis, Sitzung des Kreistages in Ulm, 1669[A 5]
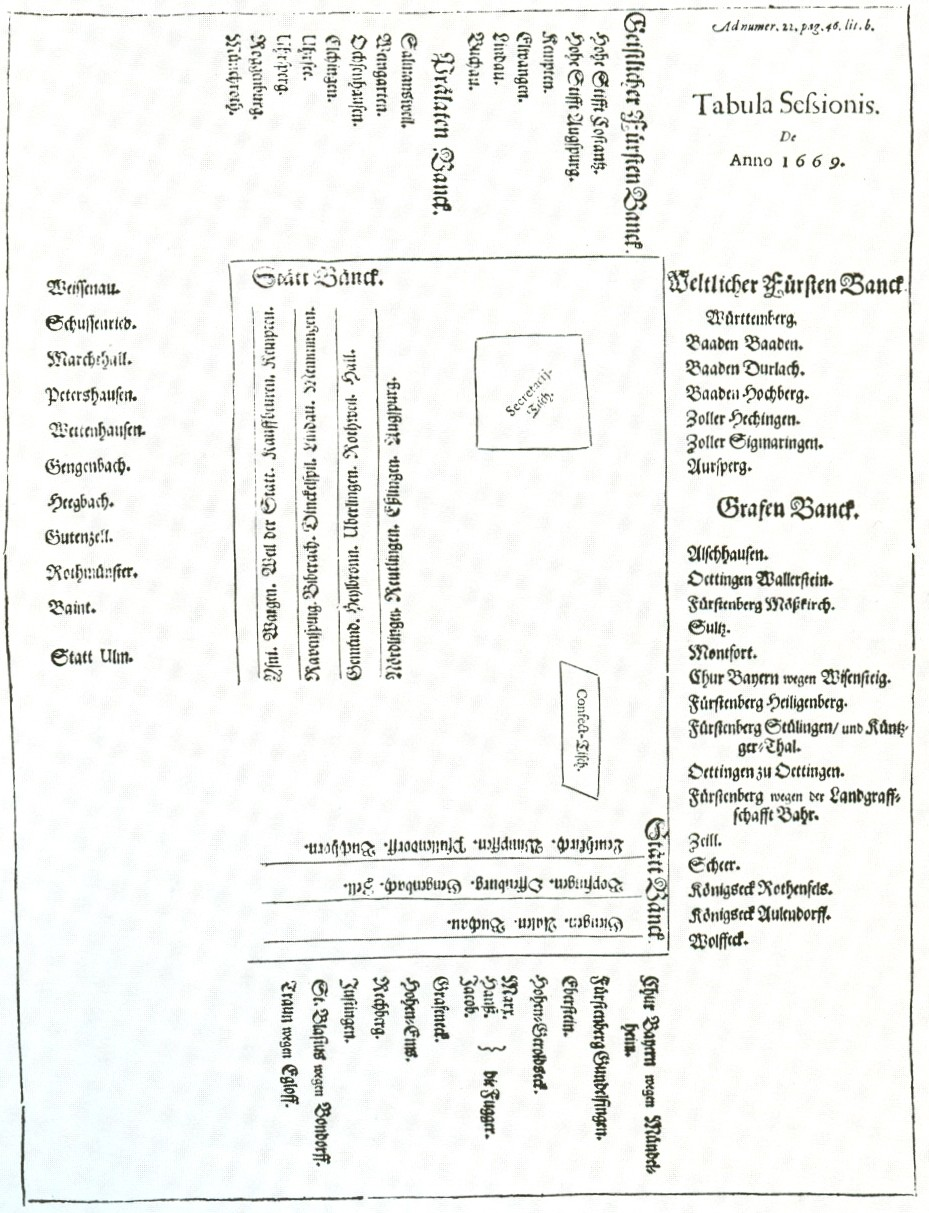
Sitzordnung des Schwäbischen Kreises, Ulm, 1669
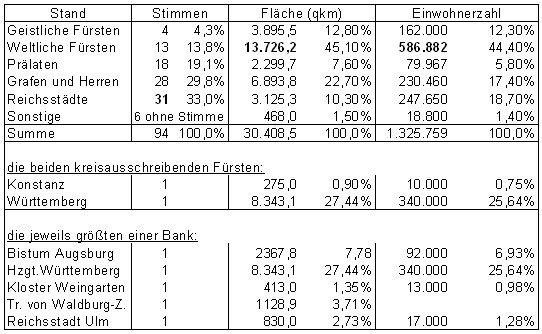
Stimmen- und Größenverhältnisse im Kreistag um 1700

Zur Entlastung der Kreisversammlung wurde bereits 1532 ein Ausschuss, die sogenannte „Ordinari-Deputation“ zur Erledigung der täglichen Geschäfte eingerichtet. Er bestand aus zwölf Kreisständen, seit 1648 zwei Vertreter jeder Bank: die Hochstifte Konstanz und Augsburg als Vertreter der geistlichen, Württemberg und Baden als Vertreter der weltlichen Fürsten, die Städte Ulm und Augsburg sowie je ein Prälat und ein Graf. Die Deputation konnte Gutachten erstellen, jedoch keine Beschlüsse fassen. Sie bereitete diese aber vor.
Ein 1563 eingerichteter ein Kreiskriegsrat mit je zwei Vertretern von drei Bänken (geistliche Fürsten und Prälaten als eine gemeinsame Bank), der die Kompetenz des Kreisobristen beschränken sollte, bestand nur bis zum Ende des Jahrhunderts. Während des Dreißigjährigen Krieges entstand zur Vorbereitung der Friedensverhandlungen der „Engere Konvent“, der danach weiterhin bestehen blieb. Er setzte sich wie die Ordinari-Deputation zusammen, prüfte die Kreisrechnung und tagte bis 1805 rund 75 mal. Die drei oberdeutschen Kreise (Franken, Schwaben, Bayern) führten von 1564 bis 1683 elf gemeinsame Kreistage durch.

### Kreisausschreibamt
Das wichtigste Amt im Kreis war das Kreisausschreibamt. „Das ursprüngliche, namensgebende und bedeutendste Recht der beiden Kreisauschreibenden Fürsten bestand darin, Ort und Zeit sowie Beratungsgegenstand einer Allgemeinen oder Engeren Kreisversammlung festzusetzen und deren Einberufung über die Bankvorsitzenden zu veranlassen. Es gab kein Selbstversammlungsrecht der Kreisstände.“ Die beiden ranghöchsten Stände, der Herzog vom Württemberg als weltlicher Fürst (der gleichzeitig die evangelischen Interessen wahrte) und der Fürstbischof vom Konstanz als geistlicher Fürst (der als Haupt der katholischen Kreisstände galt) hatten gewohnheitsrechtlich die beiden gemeinschaftlich zustehende Funktion der Kreisausschreibenden Fürsten und formierten gemeinsam das Kreisausschreibamt als Kreisorgan. Der geistliche Fürst hatte dabei den ersten Rang, der weltliche die Macht (Mund und Feder). Im Innenverhältnis der beiden Fürsten gab es immer wieder Meinungsverschiedenheiten, die sich dann auch gegenüber dem Kreis auswirkten.
Die kreisausschreibenden Fürsten wurden außerdem vom Reichskammergericht und vom Reichshofrat mit Exekutionen ihrer Urteile beauftragt (Exekutionskommissionen). Sie wiederum beauftragen damit ihre Beamten (Subdelegierte), wie z. B. der Herzog von Württemberg den Oberrat (ab 1710 Regierungsrat) und den Geheimen Rat. Die Federführung lag beim Herzog von Württemberg, der Bischof von Konstanz erhielt die Akten zur Einsicht und Gegenzeichnung. Zur Durchsetzung solcher Urteile wurde zwischen 1648 und 1806 durch Württemberg 16 mal auch Kreismilitär eingesetzt, allerdings unter Aufsicht der jeweils zuständigen zivilen Subdelegierten.

### Kreisobrist
Im Schwäbischen Reichskreis wurde das Amt des Kreisobristen nur anfangs besetzt. Beim Kreistag im Juni 1622 kam es zum letzten Mal zur Wahl eines Kreisobristen. Das Amt wurde dem Herzog Johann Friedrich von Württemberg übertragen, der es bis zu seinem Tode im Jahre 1628 innehatte.
Nach dem Westfälischen Frieden fürchtete die katholische Mehrheit im Kreis einen protestantischen Kreisobristen ebenso wie ersatzweise einen katholischen, aber österreichischen oder bayrischen. Würde sie dagegen einen anderen Stand als Württemberg in dieses Amt wählen, bestand die Gefahr, dass Württemberg seine Truppen diesem nicht unterstellte und sich vom Kreis trennte. Württemberg gab aber das Bestreben nach der Kreisoberstenstelle allmählich auf, besonders nachdem es ab 1707 durch die Kumulation der Ämter eines kreisausschreibenden Fürsten, Kreisdirektors und Kreisfeldmarschalls für den Verlust der Würde des Kreisobristen reichlich entschädigt war. Nach 1648 übernahm der Kreistag selbst die Aufgaben des Kreisobristen.
| Name                                    | im Amt        |
| --------------------------------------- | ------------- |
| Graf Wolfgang von Montfort              | 1531 bis 1537 |
| Graf Wilhelm von Eberstein              | 1556 bis 1562 |
| Herzog Christoph von Württemberg        | 1563          |
| Herzog Christoph von Württemberg        | 1564 bis 1568 |
| Herzog Ludwig von Württemberg           | 1569 bis 1591 |
| Herzog Johann Friedrich von Württemberg | 1622 bis 1628 |

### Kreisfeldmarschall
Mit der Aufstellung eines stehenden Heeres (lat. miles perpetuus) war der Schwäbische Reichskreis selbst Feldherr geworden. Im Bestreben, in den Kriegsräten im Oberkommando der Reichsarmee entsprechend vertreten zu sein, schuf der Kreis das Amt des Kreisgenerals (Erster Kreisgeneral wurde am 8. September 1683 Generalwachtmeister zu Fuß Markgraf Karl Gustav von Baden-Durlach), der ab 1696 den Dienstgrad Kreisfeldmarschall erhielt. Er hatte die durch Kreisinstruktionen eingeschränkte Kommandogewalt über sämtliche Kreistruppen in Krieg und Frieden. Erster Kreisfeldmarschall war der Reichsgeneralfeldmarschall Markgraf Ludwig Wilhelm von Baden-Baden, genannt Türkenlouis, ihm folgte am 22. März 1707 Herzog Eberhard Ludwig von Württemberg. In einer Kapitulation („Capitulation Ihro Hochfürstlicher Durchlaucht Eberhardt Ludwigens Herzogs zu Württemberg p. wegen conferirten Crais-Marschallenamts, dd. Eßlingen den 25. Martii Anno 1707“) wurden seine Befugnisse genau geregelt. Das Amt verblieb nach ihm weiterhin beim jeweils regierenden Herzog von Württemberg.
Liste der Kreisfeldmarschalle:
| Name                                                  | Ernennung      |
| ----------------------------------------------------- | -------------- |
| Markgraf Ludwig Wilhelm von Baden-Baden (Türkenlouis) | 9. April 1693  |
| Markgraf Karl Gustav von Baden-Durlach                | 1697           |
| Herzog Eberhard Ludwig von Württemberg                | 22. März 1707  |
| Herzog Friedrich Eugen von Württemberg                | September 1795 |

### Kreisdirektorium
Das Kreisdirektorium, in der zeitgenössischen Literatur auch „Kreisdirektor“, war kein offizielles, aber ein faktisches Organ des Kreises. Mit diesem Amt wurde das Zusammenfallen des Kreisobristen mit einem der Kreisausschreibenden Fürsten in einer Person bezeichnet. Im Schwäbischen Reichskreis war dies der Herzog von Württemberg. Dazu errichtete er in Stuttgart eine eigene Kreis-Kanzlei, bei der sich auch das Archiv des Kreises befand.

### Kreisbeamte
Für die Erledigung ständiger Aufgaben beschäftigte der Kreis verschiedene Beamte.
- Der Kreissekretär führte die Protokolle der Versammlungen und stand der Kreiskanzlei mit den Schreibern vor. Deren Personal bestand aus württembergischer Dienerschaft und sie befand sich in Stuttgart. Die Kanzlei begab sich bei Kreistagen jeweils an den Tagungsort.
- Der Kreiseinnehmer erhob die Reichssteuern und verwaltete die Kreiskasse. Die Kreiskasse (Kreistruhe) selbst war in Verwahrung zweier Ulmer Bürger.
- Der Münzwardein kontrollierte die im Kreis umlaufenden Geldmünzen.
- Dem Kreisarchivar oblag die Führung des Kreisarchivs in Stuttgart.

## Funktionen des Kreises
In der Reichsexekutionsordnung von 1555 wurden die Aufgaben der Kreise fixiert. In den ersten Jahrzehnten überwogen die Durchführung der Vorgaben des Kaisers und des Reiches zur Einhaltung des Reichslandfriedens in den verschiedenen Regionen, zur Türkenhilfe und zu münzpolitischen Maßnahmen. Im Westfälischen Frieden wurden die Kreise zusätzlich mit der Durchführung der Friedensbestimmungen beauftragt. Danach verlagerte sich der Schwerpunkt auf die Sicherung der Reichsgrenzen gegen Türken und Franzosen.

### Innere Ordnung
Die Einhaltung des Landfriedens, also die Verhinderung von Fehden innerhalb des Kreisterritoriums, nach der Reichsexekutionsordnung von 1555 war zwar anfangs eine wichtige Aufgabe, spielte aber im Kreis kaum eine Rolle.
Wichtiger war den Ständen eine gute polizey. Diese umfasste einerseits die Regelung fast aller Bereiche des täglichen Lebens. So erließ der Kreis u. a. Zunft-, Handwerker- und Kleiderordnungen. Andererseits gehörte dazu auch das Vorgehen gegen Belästigungen und Diebstähle. Vor allem bis zum Ende des 17. Jahrhunderts spielten noch umherziehende herrenlose Soldknechte (gartende Knechte) eine Rolle. Der Kreis ging auch gegen umherziehende Wohnsitzlose (vagierende Zigeuner, Jauner und Gesindel) sowie Kriminelle und Räuberbanden vor. Sie wurden durch Truppen verfolgt („Streiffungen zu Sauberhaltung der Strassen“), gefangen genommen und in den (nur in wenigen Städten vorhandenen) Arbeits- oder Zuchthäusern sowie auf den Festungen zur Arbeit untergebracht. Als diese Gruppen zu Beginn des 18. Jahrhunderts größer wurden, beschloss der Kreis 1711 den Bau eigener Häuser in Esslingen und Donaueschingen. Da man sich über die Finanzierung aber nicht einigen konnte, überließ man dies weiterhin den Vierteln. So errichtete das Augsburger Viertel 1721 in Buchloe, das Konstanzer Viertel 1725 in Ravensburg ein solches Haus. Bekannt wurde der Malefizschenk, der gegen Ende des 18. Jahrhunderts vor allem den kleineren Ständen und der Ritterschaft die Verurteilten abnahm.

### Besetzung des Reichskammergerichts
Nach der Reichskammergerichtsordnung von 1555 bestand das Reichskammergericht aus dem Kammerrichter und 24 Beisitzern (Urteilern, Assessoren, lat. nominatio adsessoris cameralis), davon sollten sechs durch die Kurfürsten und zwölf durch die anderen sechs Reichskreise. benannt werden. Der Augsburger Religionsfrieden von 1555 schrieb dann zusätzlich eine paritätische Besetzung mit Katholiken und Protestanten vor, die durch den Friedensvertrag von Osnabrück bestätigt wurde. Im Jüngsten Reichsabschied 1654 wurde die Zahl der Assessoren endgültig auf 50 festgeschrieben. Danach hatte der Schwäbische Reichskreis zwei katholische und zwei evangelische Assessoren zu präsentieren.
Durch den Kreisabschied vom 23. April 1556 wurde festgelegt, dass die kreissauschreibenden Fürsten das kammergerichtliche Notifikationsschreiben an die Direktoren der vier Bänke weiterleiten mussten, die ihnen dann ihrerseits einen geeigneten Kandidaten zur Präsentation benannten. Außerdem konnten Württemberg und Konstanz aus eigenem Recht einen Kandidaten bestimmen; dieses Recht erlosch 1648. Danach besetzte der Kreis in der Praxis aber nur zwei Assessorenstellen.

### Münzordnung

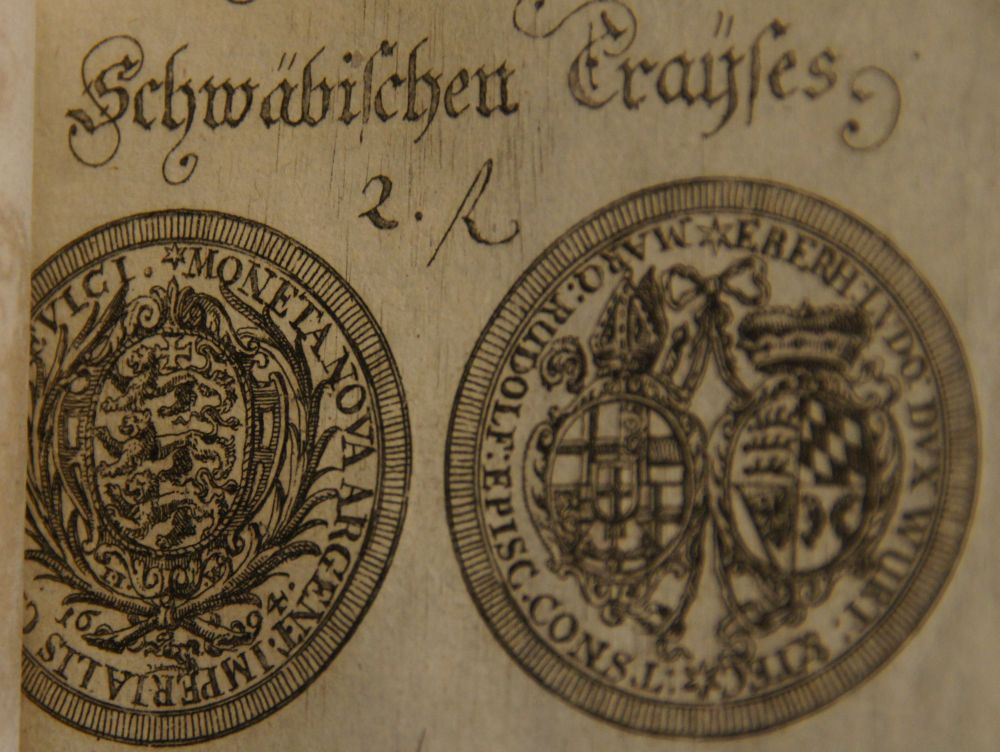
Gulden des Schwäbischen Reichskreises, 1694

In einzelnen Regionen des Reiches waren schwerpunktmäßig unterschiedliche Münzen im Umlauf, um 1500 waren dies in Süddeutschland einheimische Goldgulden, Schillinge und Pfennige. Die Esslinger Reichsmünzordnung von 1524 übertrug den Probationstagen, die zweimal jährlich in den sechs alten Reichskreisen durchgeführt werden sollten, die Kontrolle des Münzfußes und die Bestrafung der Münzvergehen. Durch die neue Reichsmünzordnung vom 27. Juli 1551 wurde die Münzaufsicht den zehn Reichskreisen übertragen. Sie enthielt auch eine Probationsordnung, nach der zweimal jährlich in einer bestimmten Stadt – für den Schwäbischen Reichskreis war dies Augsburg – ein Probationstag abzuhalten war. Nur der Schwäbische Reichskreis bestellte zwei Münzräte und einen Münzwardein.
Alle Versuche des Reiches, die Umlaufmünzen zu vereinheitlichen und die Verschlechterung des Geldes durch minderwertige Prägungen zu verhindern, führten zu keinem dauerhaften Erfolg. Vor allem die mächtigen Münzstände gingen bis zum Ende des Reiches eigene Wege. So blieben auch Versuche der kleineren Stände, „Kreisschlüsse gegen die unterwertige Geldsorten münzenden Territorien zu bewirken, als nicht greifend“. Auf den Probationstagen zu Augsburg wurden wenigstens manchmal Tabellen mit Wertangaben erstellt. Zeitweise – so z. B. 1714 – beschloss der Kreis ein Verbot der Ausfuhr von Silbermünzen oder legte den Wert von Münzen neu fest, hatte damit aber selbst innerhalb des Kreisgebietes keinen dauerhaften Erfolg.
Der Kreis selbst prägte nur 1694 einen Reichstaler mit dem Wappen von Württemberg und Konstanz und 1737 einen Dukat. Letzterer zeigte auf der einen Seite innerhalb der Umschrift „MONETA NOVA IMPERIALIS CIRCULI SUEVICI“ mit der Jahreszahl 1694 ein Wappen des Schwäbischen Kreises, auf der anderen Seite innerhalb der Umschrift „EBERH LUDO DUX WURT & TECK MARQ RUDOLPH EPIS CONST“ die mit Mitra bzw. Krone bekrönten Wappen der beiden kreisauschreibenden Fürsten.
Daneben hatte einzelne Stände des Kreises das Münzrecht. Nach einer 1709 veröffentlichten Aufstellung gab es noch Batzen, die von Württemberg, der Stadt Augsburg und den Grafen von Montfort geprägt worden waren und halbe Batzen von Hochstift Augsburg, Fürststift Kempten, Fürstpropstei Ellwangen, Württemberg, Baden und Montfort. Auch Ulm hatte eine Münzstätte, in der u. a. 1704 zur Erfüllung der Forderungen der französischen Besatzung eine viereckige Silbermünze (Kipper) im Wert von einem Gulden geprägt wurde.

### Reichssteuern
Schlüssel für die Berechnung der Steuerlast der einzelnen Stände durch Reichssteuern, aber auch für Kreissteuern sowie Umlagen waren Matrikel, die sich auf deren wirtschaftliche Leistungskraft im ersten Quartal des 16. Jahrhunderts bezogen. Da sich diese jedoch im Verlaufe der Zeit wesentlich änderte (siehe auch Abschnitt Finanzen), entsprachen sie nach dem Dreißigjährigen Krieg nicht mehr den tatsächlichen Gegebenheiten. Die Anpassung an die Finanz- und Wirtschaftskraft der Stände durch Ermäßigung (Moderation) war daher ein ständiges wichtiges Anliegen der Kreisstände im 18. Jahrhundert.
Die einzige ständige Reichssteuer war der Kammerzieler (collecta ad sustentationem judicii cameralis destinata) ab 1507 zur Finanzierung des Reichskammergerichts. Die Steuereinziehung erfolgte durch die Reichskreise, die Einzahlung wurde in den so genannten Legstädten vorgenommen. Im Schwäbischen Reichskreis war Augsburg Legstadt, von dort ging das Geld an den Reichspfennigmeister des Kammergerichtes zur Bezahlung der Richter und Assessoren. Danach entfielen auf den Schwäbischen Reichskreis ca. 30 % der Gesamtumlage. Obwohl allen Reichsständen 1713 1⁄3 der Ausstände erlassen worden war, drängte der Kreis auf einen weiteren Abschlag auf 1⁄10 der Gesamtumlage. Durch ein Reichsgutachten vom 8. November 1716 wurde 58 schwäbischen Kreisständen zwischen 1⁄4 und 2⁄3 ihrer Anschläge erlassen. Trotzdem blieb der Kreis als Ganzes mit 22 % eines Kammerzielers hoch belastet, zumal seit 1719 statt zwei jährlich sieben Kammerzieler (zur Finanzierung der neu festgelegten doppelten Gehälter) umgelegt wurden.
Die Reichssteuern Römermonate oder Türkensteuer wurden nur für einen bestimmten Zweck (wie schon der Name sagt) vom Reichstag jedes Mal eigens bewilligt und ebenfalls durch die Reichskreise eingezogen. Grundlage war die Matrikel des Wormser Reichstages 1521. Danach betrug der Anteil der Stände des Kreises 18.668 fl (entspricht 14 % des Reiches). Der Kreis war daher ständig bestrebt, seinen Anteil zu reduzieren. Erst die Reichsarmatur von 1681 bestimmte den Matrikelfuß (Matrikulargulden) des Schwäbischen Reichskreises mit 12.006 fl 40 xr. Dies entsprach 10,42 % des Reiches.
Die Moderation (Ermäßigung) der Anschläge war ein ständiges Bemühen des Kreises.

### Kreismiliz
Ab dem Ende des 17. Jahrhunderts sah sich der Schwäbische Reichskreis selbst als Feldherr, insbesondere nach dem Kreisabschied vom 11. Mai 1694, mit dem der Kreistag einstimmig die Beibehaltung eines militis perpetui (lat. miles perpetuus ständiger Soldat) zu allen Kriegs- und Friedenszeiten beschloss. Außerdem wurde festgelegt, dass dieses Gesetz nur einstimmig wieder aufgehoben werden durfte. Formell war dies zwar nur ein Kreisgesetz, materiell aber übertrugen damit die Kreisstände ihre wehrhoheitlichen Befugnisse aus dem Westfälischen Frieden an den Kreis als Gesamtheit.
Als Feldherr verteilte der Kreis die vom Reichstag festgelegten Mannschaftsstärken (Reichsmatrikel) auf die einzelnen Stände, „legte selbst die Truppenstärke der Kreismiliz fest, gliederte sie in Waffengattungen und Truppenkörper, übertrug Direktion und Oberkommando über die Kreistruppen an andere Stellen oder behielt sich Teile davon vor, erließ Artikelbriefe, Verpflegungsordonnanzen und Instruktionen, vergab die höheren Stellen der Führer- und Verwalterschaft, führte die Oberaufsicht über alle wehrlichen Anstalten des Kreises, indem er Kreiskommissare ernannte, besondere Inquisitionskommissionen bestellte und ab 1709 für die Dauer eines Krieges eine Generalinspektion einrichtete, ließ Waffen, Ausrüstung und andere Sachmittel beschaffen, hörte die Rechnungen der Verwalterschaft ab, urteilte in zweiter Instanz als Oberkriegsgericht, ja wurde sogar als Militärunternehmer tätig und vermietete 1698 dem Kaiser ein Regiment zur Besatzung von Freiburg im Breisgau und nahm Miettruppen in Sold und Verpflegung wie 1691 bis 1698 von Württemberg. Er sicherte sich für seine eigenen Kreistruppen ein Rückrufrecht für den Notfall, wenn diese kreisfremden Kommandobehörden unterstellt waren, und trachtete stets danach, ein Außerlandesführen der Kreismiliz von seiner Zustimmung abhängig zu machen“.
Für den Friedensdienst sah die Ordonnanz von 1717 vor: „Der Stand darf sein Contingent zur eigenen Sicherheit, Streifereien, Thorwachen u.s.w. gebrauchen, doch geht der allgemeine Kreisdienst vor. Zusammenziehung und Exercieren der Compagnien soll wenigstens alle zwei Monate einmal geschehen, jedoch ohne Beschwerde der Stände. Zu jedem Ausrücken einer ganzen Compagnie sollen die Standarten, beziehungsweise die Fahnen abgeholt werden.“
Auch innerhalb des Kreisgebietes wurde das Militär eingesetzt. Die „Polizey-Aufgaben“ sind oben im Abschnitt Innere Ordnung beschrieben. Ein zweiter Bereich waren die Durchführungen von Exekutionen sowohl des Kreises selbst (vorwiegend Steuereintreibungen) oder bei Vollzug reichsgerichtlicher Urteile. Die dazu erforderlichen Truppen wurden jeweils von Fall zu Fall zusammengestellt und unterstanden den jeweiligen zuständigen zivilen Beamten. Schon die Präsenz des Militärs durch Einquartierung erzeugte einen gewissen Druck, da die betreffenden Ortschaften oft die Quartiere und Verpflegung der Soldaten kostenlos zur Verfügung stellen mussten und zudem deren Bezahlung für diese Zeit aufzubringen hatten. Meistens genügte die passive Präsenz des Militärs zum Erreichen des Zwecks. Das Militär griff aber auch aktiv ein, führte angeordnete Verhaftungen durch und/oder trieb das Geld in natura ein. Auch gegen aufrührerische Untertanen wurde das Militär eingesetzt, so u. a. 1701 in Hohenzollern-Hechingen und 1794 bei Weberunruhen in Augsburg.
Zur Unterstützung der ordentlichen Kreisstreitkräfte in casu extremae necessitatis wurde der Landausschuss von Kreises wegen organisiert und mehrfach (1690, 1694, 1696, 1697) meist in der Stärke von 6.000 Mann aufgeboten, um die Verteidigungslinien herzustellen und zu besetzen. Im Mai 1691 und im August 1693 erließ der Kreis sogar einen allgemeinen „Lands-Aufbott und General-Land-Sturm“ im Kreis, ebenso 1794.

#### Reichsfestung Kehl
Nach dem Frieden von Rijswijk 1697 wurden 1.200 Soldaten der Kreistruppen in der Festung Kehl stationiert.
Im Spanischen Erbfolgekrieg wurde die Festung mit einer Besatzung von 2.265 Mann (einschließlich kurmainzischer Truppen) mit 28 Kanonen unter Oberst Baron Enzberg vom 20. Februar bis zum 9. März 1703 durch 25.000 Mann französischer Truppen unter Marschall Villars belagert, die durch 42 Kanonen und 11 Mörser aus Straßburg verstärkt wurden. Nach der Kapitulation gegen freien Abzug wurde Straßburg/Kehl von Frankreich zur stärksten Festung in Europa ausgebaut.
Durch die Frieden von Rastatt und von Baden 1712 war die Festung Kehl ebenso wie die Festung Philippsburg wieder an das Reich zurückgefallen. Da das Reich jedoch über keine eigenen Soldaten verfügte, übernahm der Kreistag vom Herbst 1714 in Ulm „ad interim“ (lat. zwischenzeitlich) und gegen Entschädigung die Festung und bewilligte 1.500 Mann Besatzung. Über die Unterhaltung und Besetzung der Festungen kam es aber wegen der damit verbundenen Kosten zu keinem Beschluss des dafür eigens einberufenen Assoziationskonvents (Oberrheinischer Reichskreis, Kurrheinischer Reichskreis, Fränkischer Reichskreis, Österreichischer Reichskreis und Schwäbischer Reichskreis) in Heilbronn 1714, bei dem der Kaiser die Übernahme aller anfallenden Kosten von den versammelten Kreisen forderte. Franken (mit 1.600 Mann für Kehl) und Schwaben sagten lediglich zu, die Besatzungen gegen Erstattung ihrer Kosten so lange zu stellen, bis der Reichstag einen Beschluss über die Beteiligung des ganzen Reiches fassen würde. Habsburg verwies darauf, dass es bereits durch den Unterhalt seiner Landesfestungen Freiburg im Breisgau und Breisach belastet sei und forderte hierfür Unterstützung, stelle aber freiwillig drei Kompanien zu Pferd für Kehl und Philippsburg in Aussicht.
Am 6. März 1715 rückten die Soldaten des Schwäbischen Reichskreises in die Festung Kehl ein, Kommandant wurde der Generalfeldmarschalleutnant (Infanterie) Baron Franz von Rodt. Zunächst erfolgte der Wechsel der Kontingente halbjährlich, ab 1724 jährlich. Bei diesem Wechsel wurden die Truppen jeweils gemustert. Der Kreis stationierte dort nur so viele Soldaten wie in den vorhandenen Unterkünften unterzubringen waren, übernahm für die folgenden Jahre nur die Kosten, die für seine Soldaten anfielen und die zum notwendigsten Erhalt der Werke erforderlich waren und forderte vom Reich ständig den Ersatz seiner Kosten. 1726 wurden durch den Kreis wegen „drohender Kriegsgefahr“ 25.000 fl für Wasserverbau umgelegt.
Am 12. Oktober 1734 überschritten im Polnischen Thronfolgekrieg französische Truppen den Rhein und griffen ab 19. Oktober die Festung an, die durch 1.306 Mann Kreistruppen und 106 Mann österreichischer Infanterie unter dem württembergischen Generalfeldmarschalllieutenant Ludwig Dietrich von Pfuhl verteidigt wurde, aber am 29. Oktober ehrenvoll kapitulierte. Die Truppen (ca. 1.200 Mann mit 2 Schuss Munition pro Mann und 4 Geschützen) zogen unter französischer Begleitung am 30. Oktober ab in Richtung Stuttgart. Nach dem Krieg wurde die Festung wieder zurückgegeben.
In der folgenden langen Friedensperiode wollte der Kreis 1751 die Festung schleifen, um Kosten zu sparen. Dies wurde durch den Einspruch des Markgrafen zunächst zwar verhindert, am 1. Oktober 1754 wurde die Festung aber durch einen Reichsbeschluss aufgegeben und nur eine schwache badische Besatzung blieb zurück.

### Marschwesen
Marschwesen war der zeitgenössische Begriff für den Durchzug fremder, aber nicht feindlicher Truppen durch das Kreisgebiet und die damit verbundenen logistischen Probleme. Die damaligen Marschleistungen betrugen zwischen 25 und 30 Kilometer am Tag, jeder dritte Tag war üblicherweise ein Rasttag, so dass ein Durchzug je nach Richtung einige Wochen dauern konnten, in denen die durchziehenden Truppen und ihre Pferde verpflegt werden mussten. Nur selten gelang es dem Kreis oder den vom Durchzug betroffenen Ständen dafür bare Bezahlung zu erhalten. Vor allem österreichische Offiziere stellten lediglich Quittungen aus, deren Bezahlung durch den Kaiser die betroffenen Kreisstände nur durch Einschaltung des Kreises erreichen konnten (sofern er die Belastung nicht auf den Kreis abwälzte).

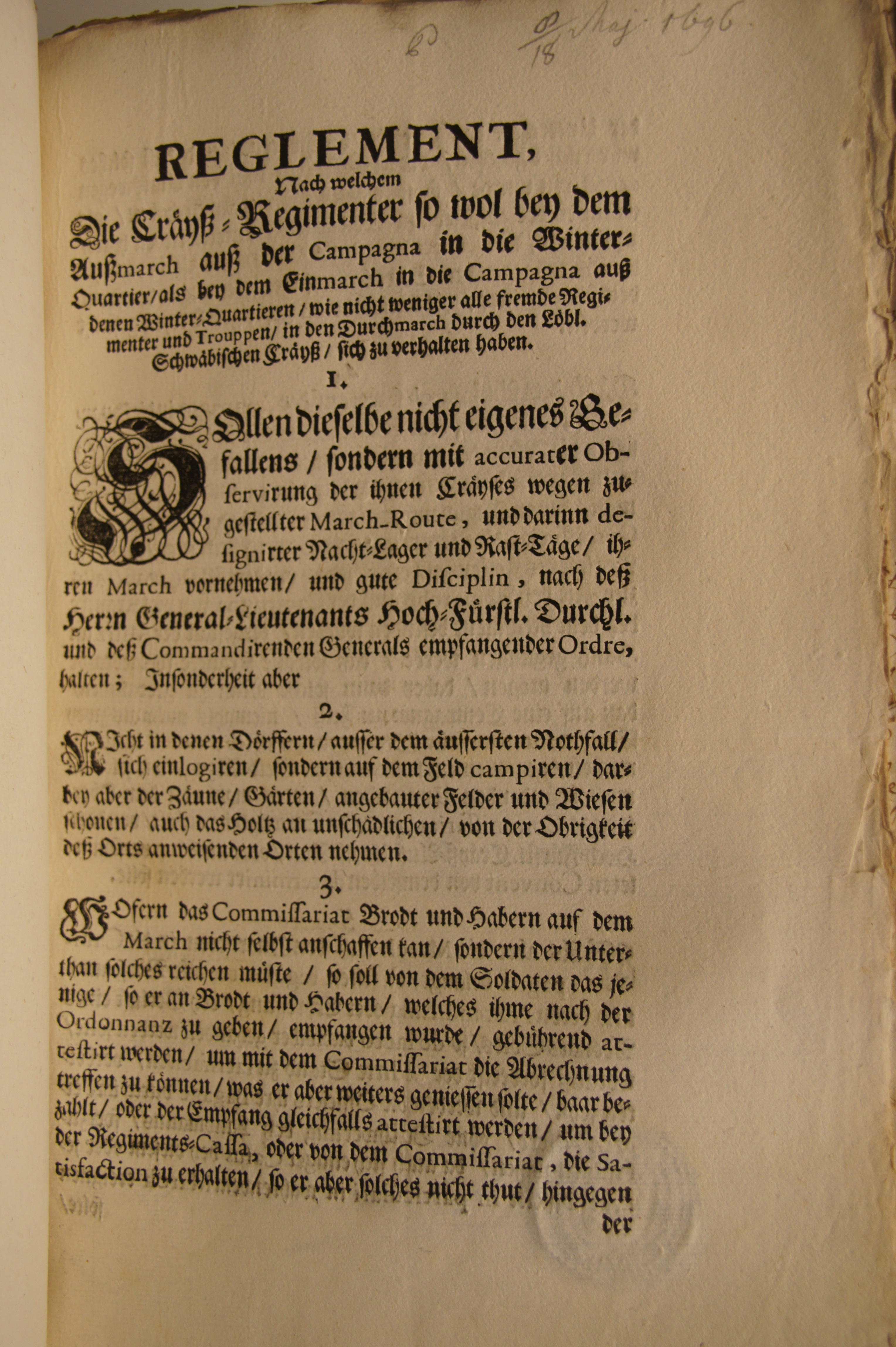
Reglement des Schwäbischen Reichskreises zum Durchmarsch von Truppen, S. 1.
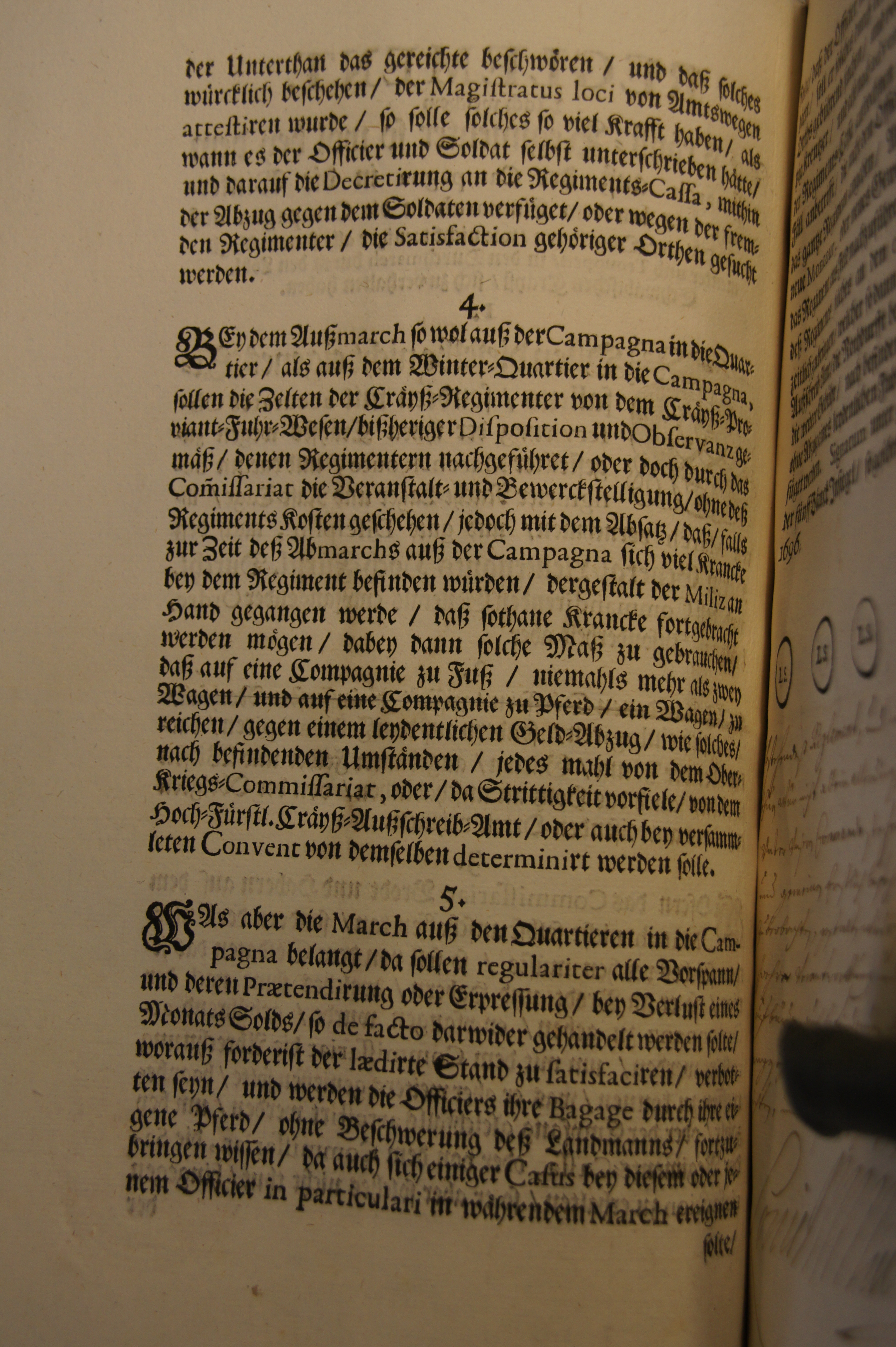
Reglement des Schwäbischen Reichskreises zum Durchmarsch von Truppen, S. 2.
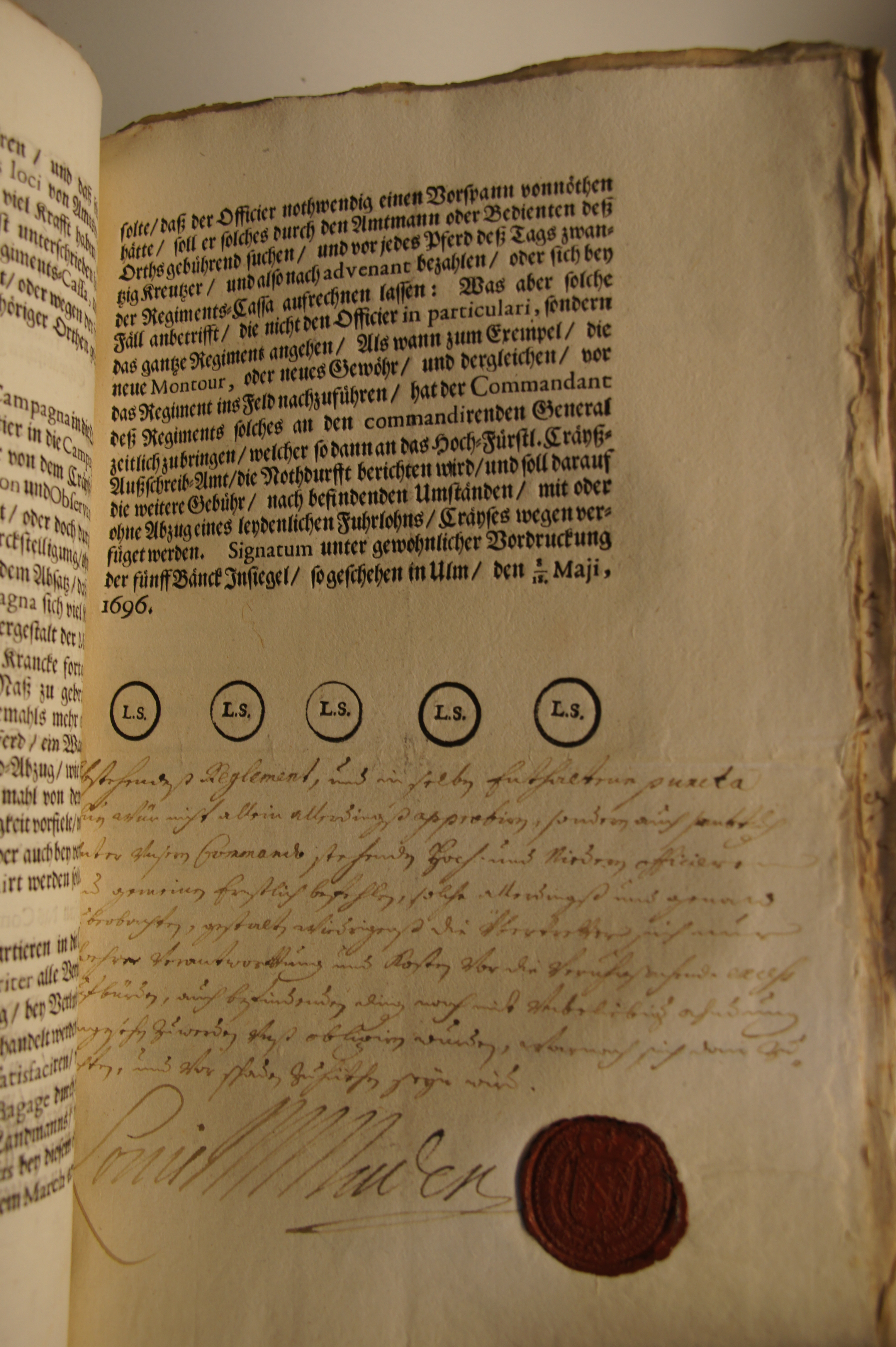
Reglement des Schwäbischen Reichskreises zum Durchmarsch von Truppen, S. 3.

Der Kreis versuchte durch Festlegung von Durchzugsrouten und Bestimmung von Kreisoffizieren als Marschbegleiter (Marschkommissare) die Durchmärsche fremder Truppen zu ordnen. Er milderte die Belastung der vom Durchzug betroffenen Orte, indem er für einen Ausgleich zwischen den Kreisständen (unmittelbar betroffenen und Nachbarn) insbesondere durch Fouragelieferungen sorgte.

### Wirtschaftspolitik
Der Kreis betrieb keine eigenständige Wirtschaftspolitik im heutigen Sinne. In Notzeiten versuchte er, durch Limitierung den Verkauf von Getreide nach außerhalb zu verhindern, um die Deckung des Eigenbedarfs zu sichern. Die Bemühungen zur Stabilisierung der Währungen sind bereits oben genannt. Lediglich der Chausseebau im späten 18. Jahrhundert war auch eine Maßnahmen zur Verbesserung der Infrastruktur.

## Sonstiges

### Finanzen des Kreises
Die Stände trugen die Kosten, die ihnen durch die Verwaltung und Erledigung der Aufgaben des Kreises unmittelbar entstanden, jeweils selbst (Ordinarium).
Die Kosten gemeinsamer Einrichtungen wurden durch Umlagen aufgebracht (Extraordinarium). Der Kreis entwickelte hierfür selbst ein Besteuerungsrecht gegenüber seinen Ständen. Auf dem Kreistag 1542 zu Ulm wurde zum ersten Mal eine Kreisumlage (Kreissteuer, Kreisprästanda) zur Deckung der laufenden Kosten und als Ort für die Kreistruhe Ulm bestimmt. Da die Ausgaben für die Kreismiliz und die Führung der Kriege der größte Kostenblock waren, galt als Schlüssel für die Umlagen die Reichsmatrikel unter Berücksichtigung der Moderationen, die der Kaiser einzelnen Ständen genehmigte. Ab 1683 galt der Konventionalfuß, von dem jedoch die Fürsten und Grafen gegenüber den beiden andren Bänken profitierten. Ab 1718 versuchten die Stände in einer strittigen Auseinandersetzung die Kreismatrikel den geänderten Verhältnissen anzupassen. 1721 wurde hierzu eine Inquisitionsdeputation (Untersuchungskommission) geschaffen, welche bis Mitte des folgenden Jahres die besteuerbaren Vermögen und Einkünfte der meisten Kreisstände untersuchte, der Kreistag konnte sich jedoch nicht auf einen neuen Kreisfuß einigen. Im August 1725 trat die Inquisitionskommission erneut zusammen und schloss ihre Arbeit endgültig ab. Ab September 1726 beriet eine Moderationsdeputation, die 1727 ein Gutachten für einen neuen Kreisfuß vorlegte. Bei den abschließenden Beratungen einigte man sich auf einen „10.000-fl-Fuß“, der durch den Kreiskonvent am 13. September 1729 für zehn Jahre zur Probe angenommen wurde, setzte den Beschluss aber schon nach fünf Tagen wieder aus. Auch ein 1731 erneut unternommener Versuch, den „10.000-fl-Fuß“ einzuführen, scheiterte am Einspruch des Kaisers, der ein Abweichen von den durch ihn festgesetzten Moderationen verbot. Es blieb damit bis zum Ende des Reiches beim Konventionalfuß von 1683.
Auch kreissteuerpflichtige, aber nicht kreisständische Güter hatten Geld- oder Naturalabgaben zu leisten, die aber meistens nicht eingingen.
Die zunehmende Monetarisierung brachte im 18. Jahrhundert die kleineren Stände des Kreises zunehmend in Schwierigkeiten, da deren Einnahmen in erster Linie in Naturalabgaben und Fronen bestanden. Bargeld konnten sie sich nur durch den Verkauf von landwirtschaftlichen Erzeugnissen oder Holz beschaffen. Auch der wirtschaftliche Niedergang der Reichsstädte nach dem Dreißigjährigen Krieg machte sich nachteilig bemerkbar. Ein ständiges Problem des Kreises waren daher die Außenstände. Der Kreis empfahl aus diesem Grund den Ständen z. B. 1709 verschiedene Verfahren, wie sie innerhalb ihres Territoriums zu Geld kommen könnten:
- Trizesismen von Feldfrüchten und Wein
- Akzisen auf Getreide, Mehl, Fleisch, Bier, Wein, Kaufmannswaren, Kartenspiele, Tabak
- Viehsteuer (auf alle Arten)
- Grunderwerb-, Erbschaft-, Gewerbe-, Vergnügungssteuer (bei Hochzeiten. Kirchweih)
- Rauch- oder Schornsteingeld
- Kopfsteuer, z. B. wöchentlich auf einen Taglöhner, Knecht, Magd, ledige Kinder über 14 Jahre 1 xr bis zu 2 1⁄2 xr für einen Mann mit 500 fl Vermögen

Neben den (ordentlichen) Kreisumlagen hatte der Kreis auch noch (außerordentliche) Einnahmen durch Konterbandeerlöse und Einfuhrzölle auf bestimmte Waren (imposto).
Da die tatsächlich aufgebrachten Mittel vor allem in Kriegszeiten zur Bezahlung der Kreismiliz nicht ausreichten, war der Kreis gezwungen, von reichen Kreisständen oder auch von außerhalb Darlehen aufzunehmen.
Einen Eindruck über die Größenordnung der Finanzen geben folgende Beispiele:
- Der Gewinn aus Imposto und Kontrebande von 1705 bis 1714 betrug 95.745 fl.
- Während des Pfälzer und Spanischen Erbfolgekriegs wurden über 45 Mio. fl umgelegt.
- 1708 nahm der Kreis bei den Generalstaaten ein Darlehen in Höhe von 381.000 fl auf, das erst 1726 zurückgezahlt wurde.

### Wappen des Kreises
Als einziger Reichskreis führte der Schwäbische ein Wappen. In einfacher Ausfertigung zeigte es oben die drei Löwen des ehemaligen Herzogtums Schwaben (Stauferlöwen), unten ein Kreuz. Die Herkunft des Kreuzes kann nicht eindeutig bestimmt werden, da es kein farbiges Original gibt. Es könnte das Kreuz des vorhergegangenen Schwäbischen Bundes (rotes Kreuz auf silbernem Grund) oder das Kreuz des Hochstifts Konstanz (weißes Kreuz auf rotem Grund) sein. Gegen Letzteres spricht allerdings die Anordnung im unten abgebildeten Wappen von 1653 und die Prägung auf dem Thaler von 1694, der auf der einen Seite ein Wappen mit drei Löwen und einem kleinen Kreuz zeigt, auf der anderen Seite die Wappen Württembergs und Konstanz’. Die im Heeresgeschichtlichen Museum in Wien aufbewahrte Fahne des schwäbischen Kreiskontingents von 1796 zeigt in einem Oval oben ein Kreuz, darunter die drei Löwen. Dies entspricht auch der 1683 in Ulm beschlossenen Festlegung, „dass man die Standarten und Fahnen ein Schild mit einem Kreuz und dreyen Löwen, als des Schwäbischen Creyses Wappen, auszeichnen“ solle.
Es gab jedoch auch prunkvollere Ausführungen wie zum Beispiel unten auf dem zweiten Bild: oben das Wappen des alten Herzogtums Schwaben, links das Wappen des Hochstifts Konstanz und rechts das Wappen des Herzogs von Württemberg.

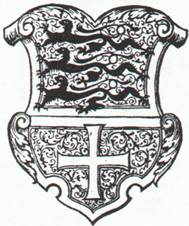
Wappen von 1563 und 1737[A 24]
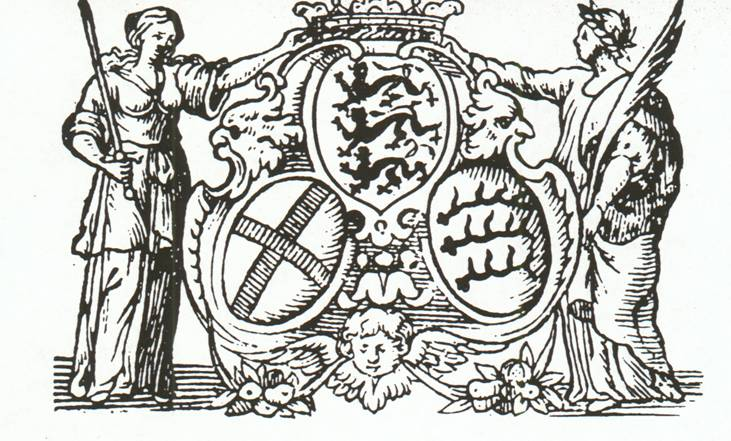
Wappen von 1563[A 25]
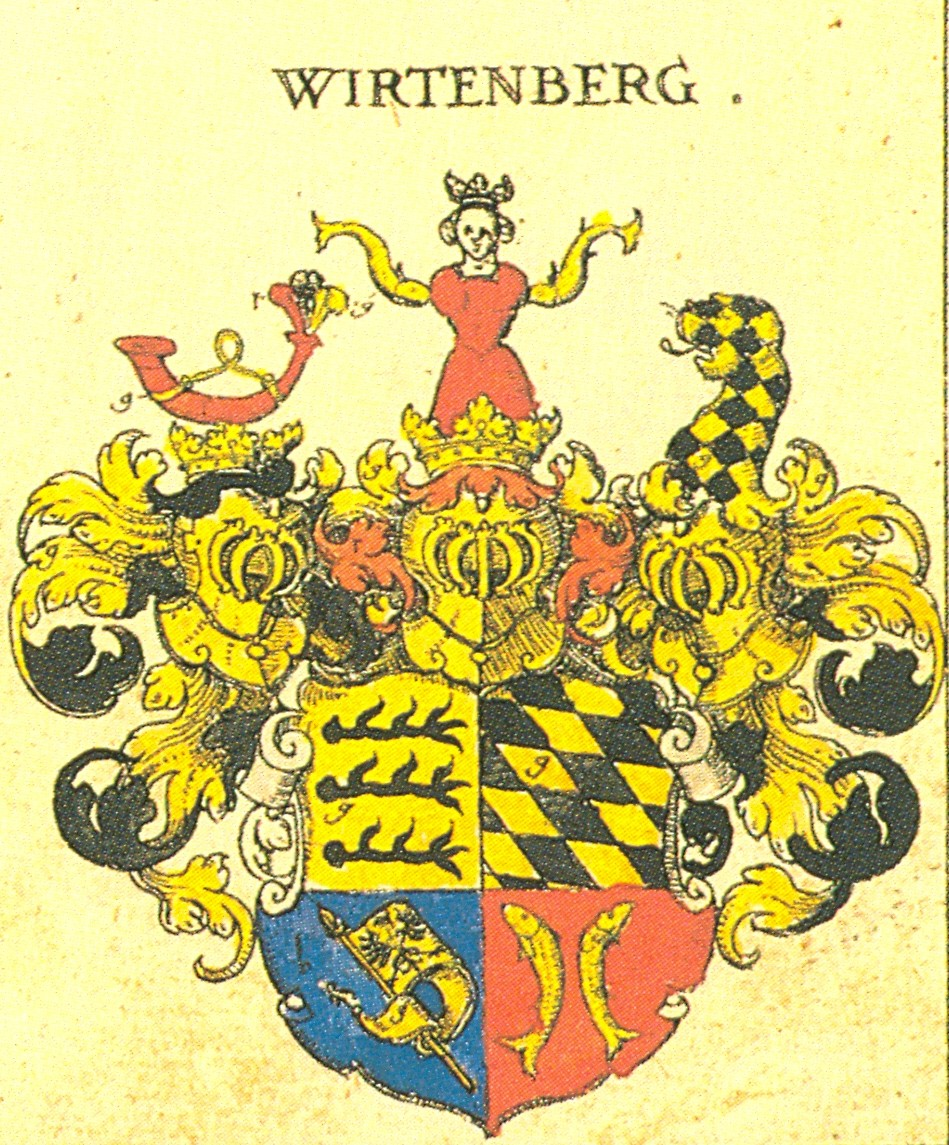
Wappen des Herzogtums Württemberg, größter weltlicher Stand
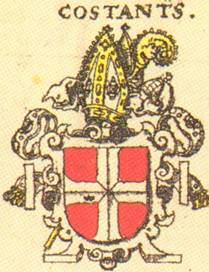
Wappen des Hochstifts Konstanz, größter geistlicher Stand

### Karten des Kreises
Der Kreis förderte auch die Anfertigung von Karten. Ein erstes Kartenwerk erstellte der Ulmer Schul- und Rechenmeister David Seltzlin in verschiedenen Auflagen von 1572 (siehe oben 2. Karte von links) bis 1591, die oft nachgestochen wurden. Bis zum Beginn des 18. Jahrhunderts erschienen viele Karten Schwabens oder des Reichskreises, auch in Frankreich oder den Niederlanden. Ein umfangreiches Kartenwerk erstellte Jaques Michal. Er war Leutnant der Kreistruppen und Kartograph. Sein handschriftlicher Atlas von 50 Blatt Geographische Abbildung des gantzen Hochlöbl. Schwäb. Crayses 1715–1725 ist zwar verschollen, von seinen bei Seutter in Augsburg nach 1725 gedruckten Blättern sind jedoch noch einige vorhanden. Er erhielt für seine Karte vom Kreis ein Honorar von 400fl, den Rang eines Hauptmanns und eine Abnahmegarantie für 400 Karten. Diese wurden vom Kreis von Seutter gekauft und nach dem Matrikelfuß unter den Kreisständen verteilt. 1729 kaufte der Kreis auch die Druckplatten.

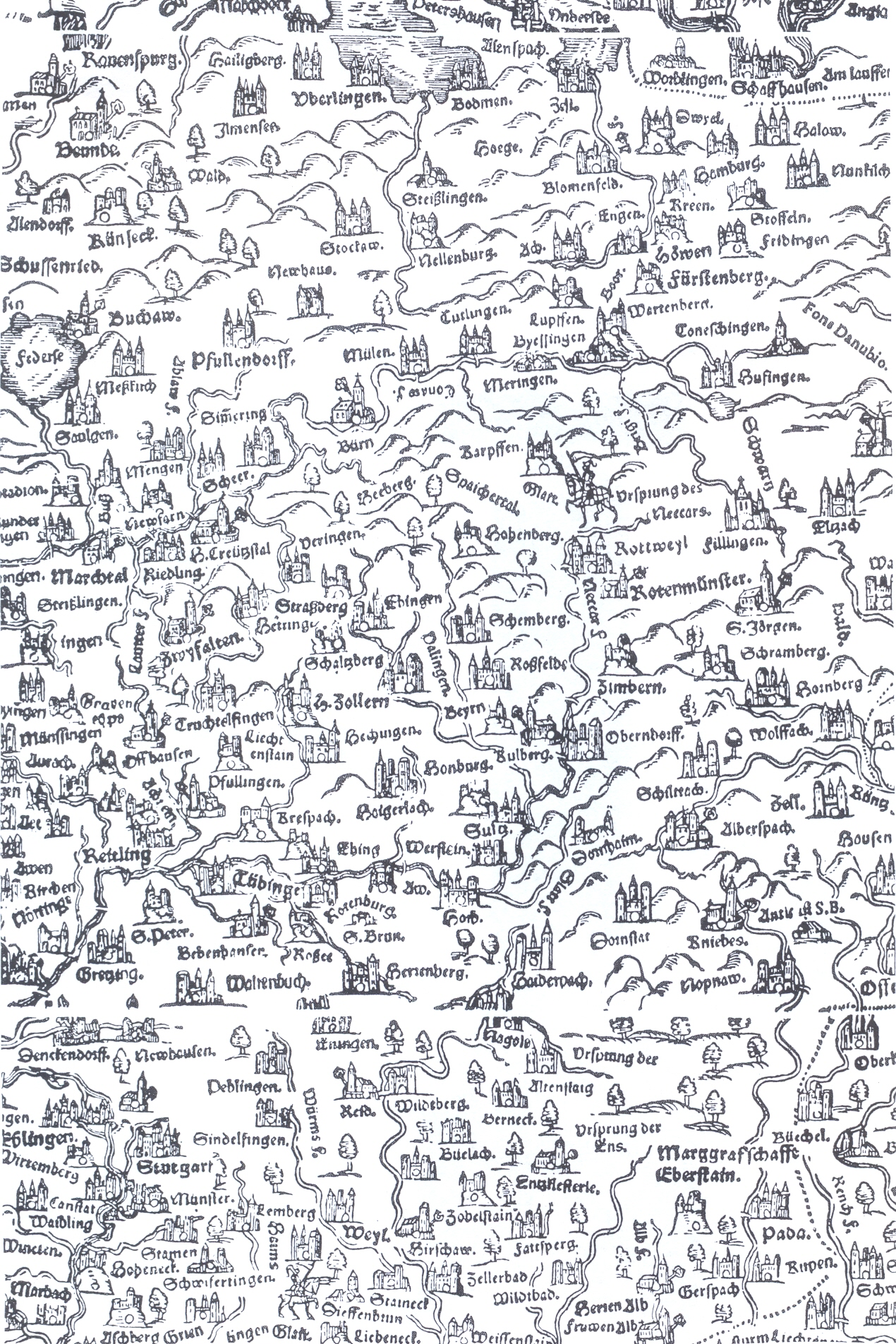
Ausschnitt aus der Karte von Seltzlin
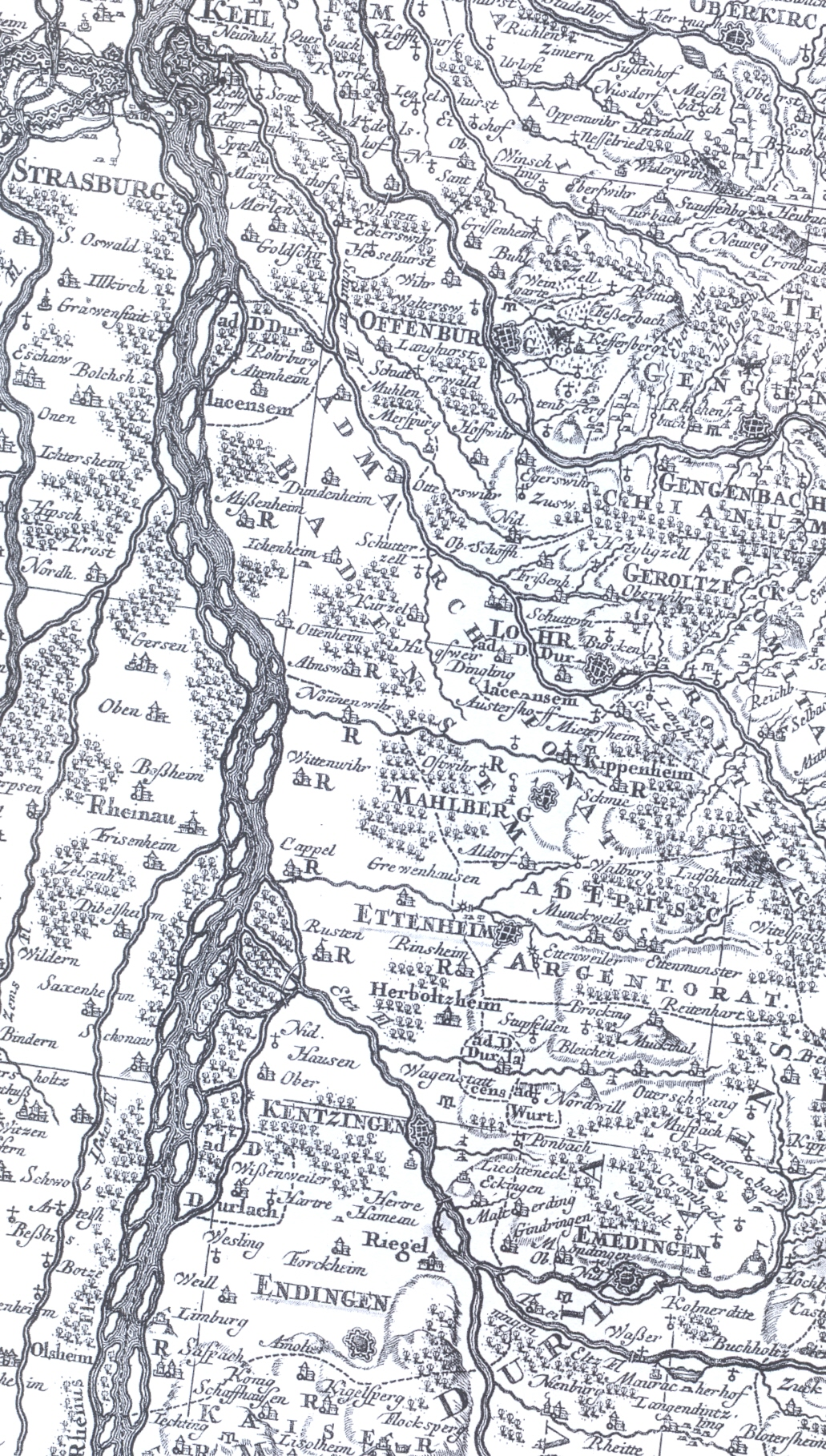
Ausschnitt aus einer Karte von Michal

Siehe auch: